# St. Peter (München)
Koordinaten: 48° 8′ 11,2″ N, 11° 34′ 33,4″ O

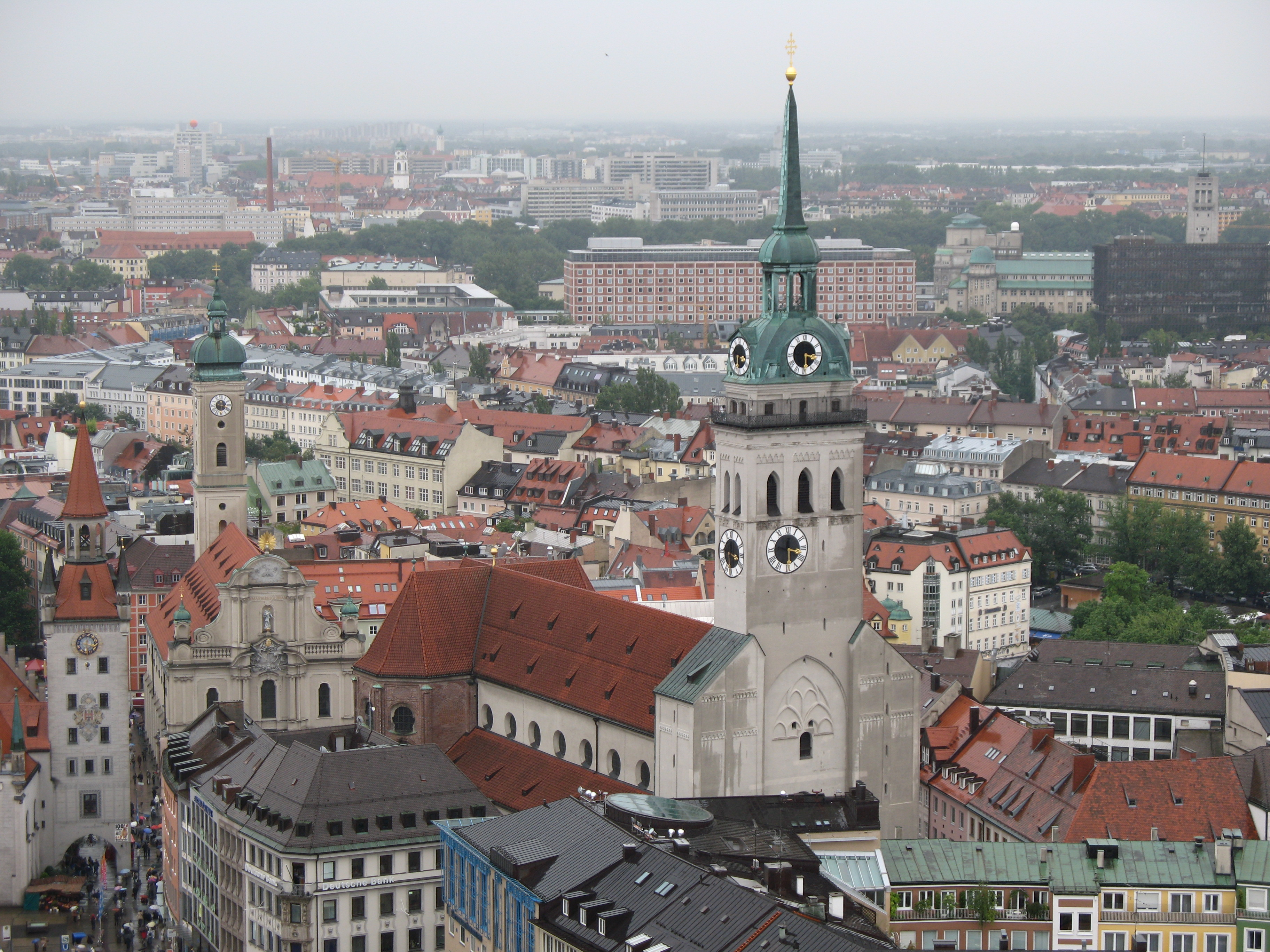
St. Peterskirche mit der Heilig-Geist-Kirche im Hintergrund

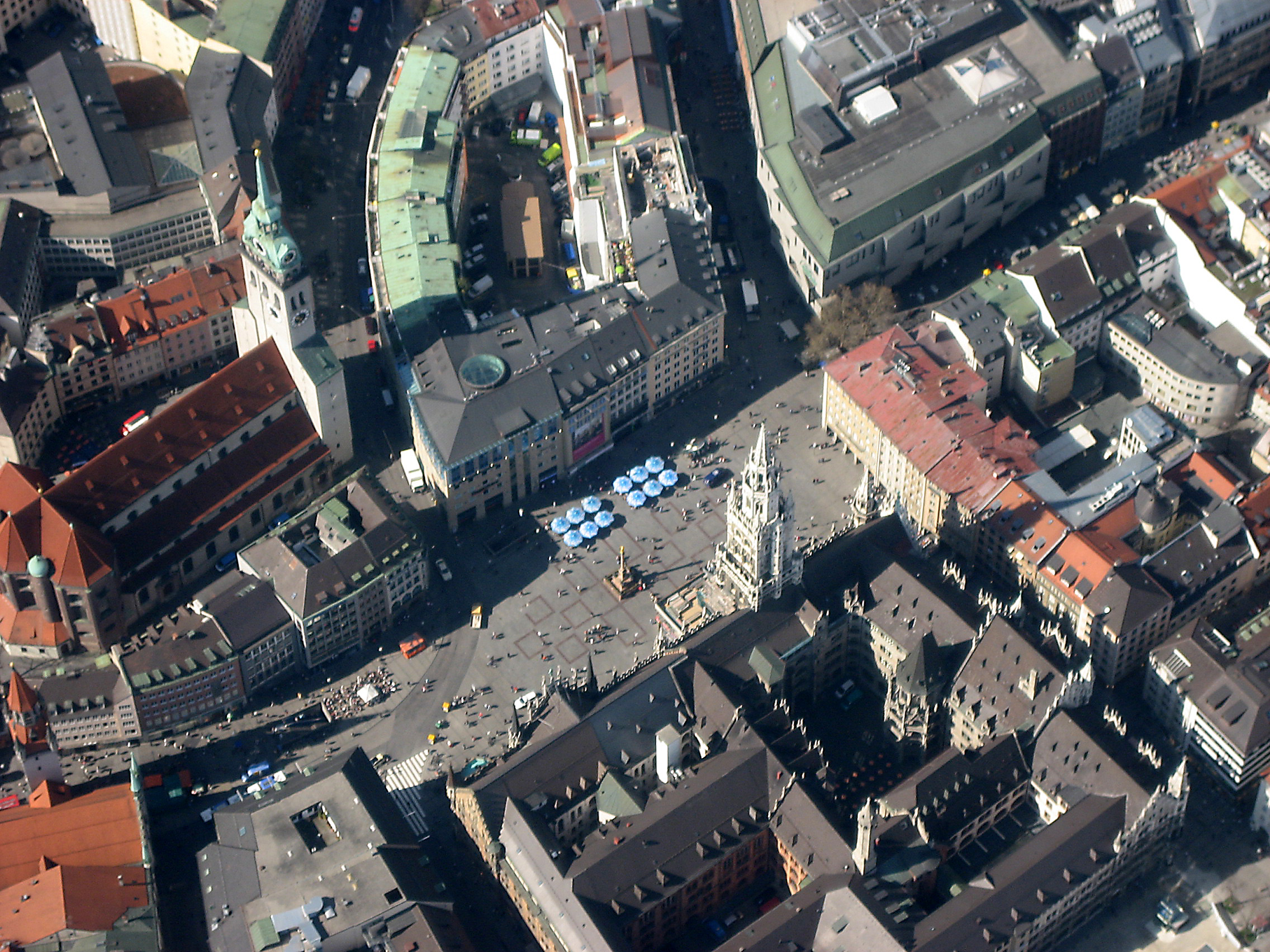
Der Alte Peter (links) in unmittelbarer Nähe des Marienplatzes

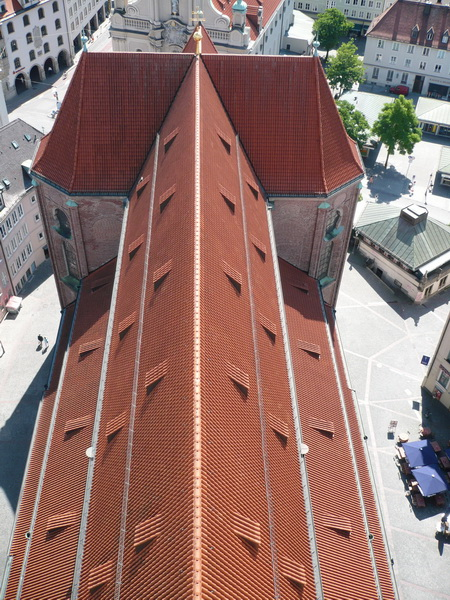
Kirchendach vom Glockenturm

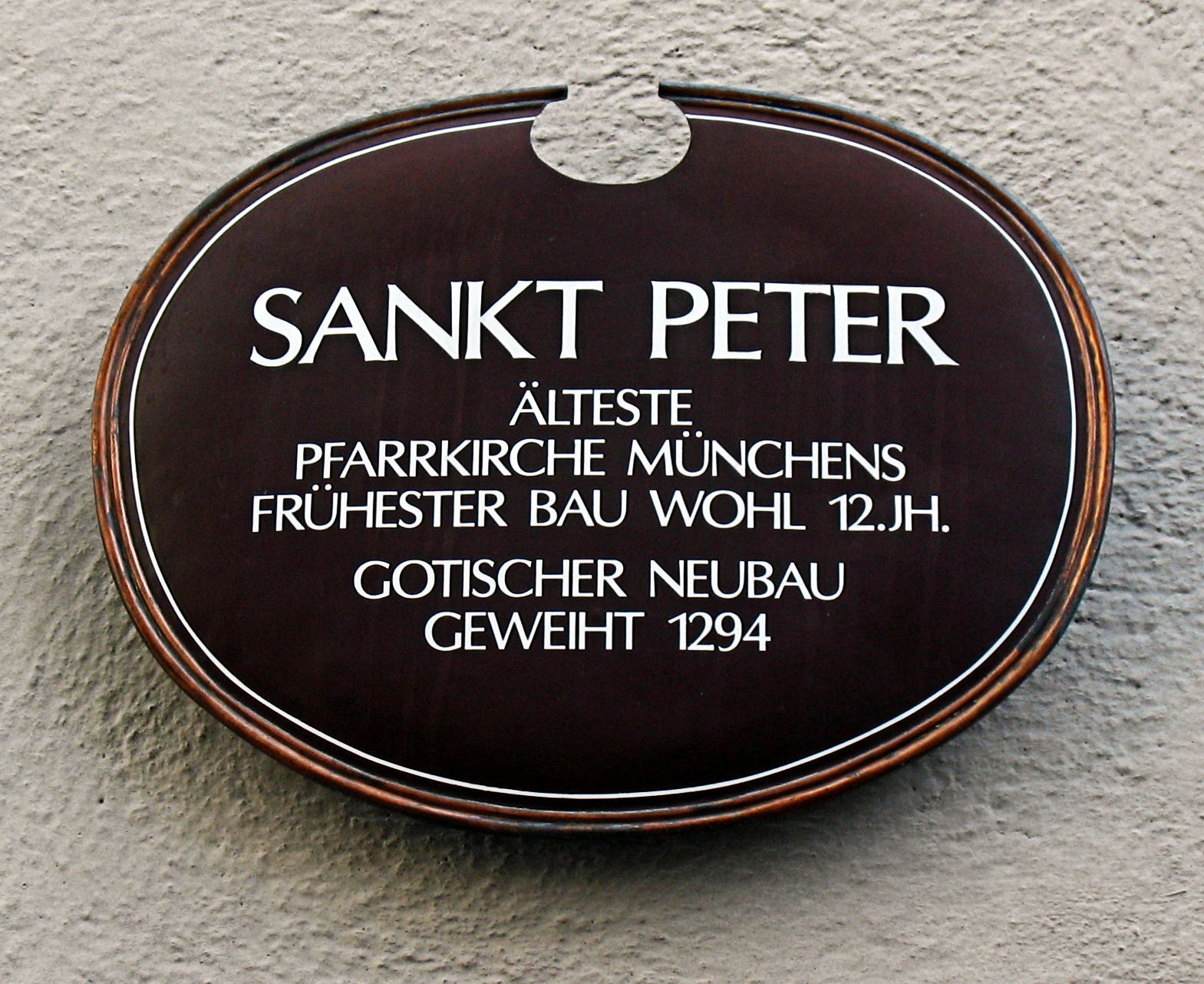
Amtliche Gebäudetafel

Die Pfarrkirche St. Peter, auch Peterskirche, ist die älteste Pfarrkirche Münchens. Der früheste Bau entstand wohl im 12. Jahrhundert, der gotische Neubau wurde 1294 geweiht. Ihr 91 Meter hoher Turm wird im Volksmund Alter Peter genannt und gehört zu den Wahrzeichen der Stadt. Die reiche Ausstattung der dreischiffigen Basilika, darunter den barocke Hochaltar in Anlehnung an Berninis Cathedra Petri, schufen bedeutende Künstler wie Egid Quirin Asam und Johann Baptist Zimmermann.

## Lage
St. Peter (Petersplatz 1) steht auf dem Petersbergl, der einzigen nennenswerten Erhebung innerhalb der historischen Altstadt Münchens. Unterhalb des Petersbergls in nordwestlicher Richtung liegt der Marienplatz, in südöstlicher Richtung der Viktualienmarkt, in südwestlicher Richtung der Rindermarkt.

## Geschichte

### Romanischer Vorgängerbau
Auf dem Petersbergl gab es ursprünglich eine dreischiffige romanische Pfeilerbasilika mit zwei eingebundenen Westtürmen. Ob diese Kirche der Gründungsbau war, lässt sich jedoch nicht nachweisen. Urkundlich erwähnt ist die Peterskirche erstmals in einem Dokument von 1225 oder 1226 anlässlich eines Besuchs des Herzogs Ludwig der Kelheimer als ecclesia sancti Petri Muonichen.
Ein unter dem nördlichen Teil des Chors gefundener viereckiger Raum, im Allgemeinen als „Alter Raum“ bezeichnet, wurde zeitweise vor die Stadtgründung Münchens datiert. Nach neuerer Erkenntnis handelt es sich dabei jedoch eher um Überreste einer um 1158 erbauten herzoglichen Zollstation.

### Bau der gotischen Kirche

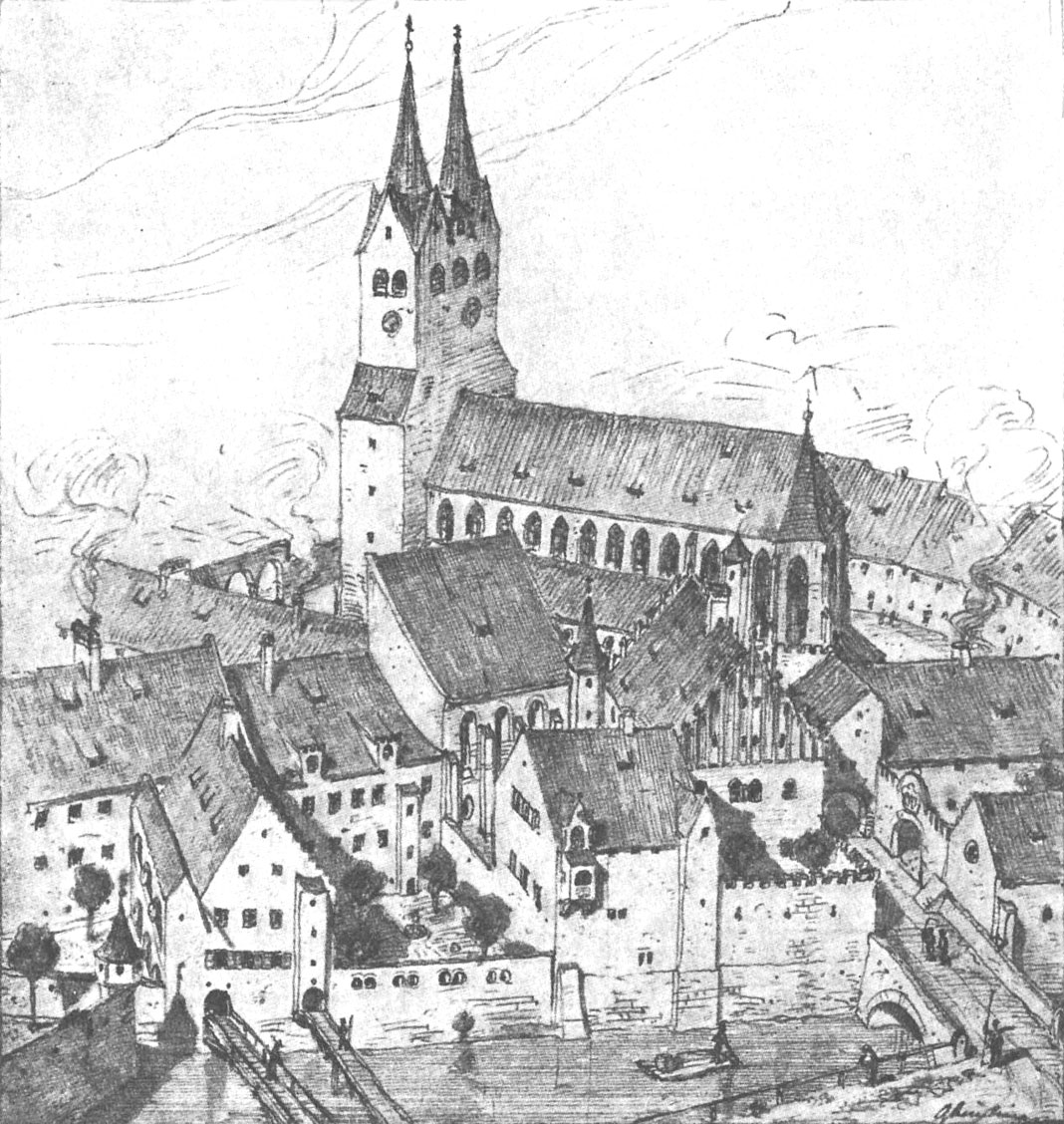
Das Petersbergl im 16. Jahrhundert. Zeichnung Gustav Steinleins nach dem Sandtnerschen Modell

Ab 1278 wurde die romanische durch eine prunkvollere gotische Basilika ersetzt. Eine größere Kirche wäre eigentlich nicht erforderlich gewesen, da der Pfarrbezirk von St. Peter auf die südliche Hälfte der Stadt geschrumpft war, als am 24. November 1271 die zweite Münchner Pfarrei aus der Marienkapelle gegründet worden war. Vielmehr sollte mit dem am 17. Mai 1294 von Bischof Emicho von Freising geweihten Neubau einem möglichen Bedeutungsverlust entgegengewirkt werden. Das dreischiffige Langhaus, das noch keine Seitenkapellen hatte, war durch außenliegende Strebepfeiler gegliedert.
Am 14. Februar 1327 fiel fast ein Drittel Münchens einer Brandkatastrophe zum Opfer. Der Ostchor von St. Peter brannte bis auf die Außenmauer nieder, das Kirchenschiff konnte gerettet werden, die Türme brannten aus. Wahrscheinlich wurde am Ende des Kirchenschiffes eine Mauer eingezogen, um weiterhin Gottesdienste feiern zu können. Beim Wiederaufbau wurde die Kirche um zwei Joche verlängert. Die Wände des Langhauses wurden nach außen verlegt, sodass zwischen den ins Kircheninnere einbezogenen Strebepfeilern Seitenkapellen angelegt werden konnten. Diese Kapellen wurden meist von Patriziern gestiftet, verfügten über eigene Geistliche und dienten der Stifterfamilie auch als Grablege. 1365 oder 1368 weihte der Freisinger Fürstbischof Paul den neuen gotischen Hochchor. 1378/79 erhielt er noch zwei gotische Gewölbeeindeckungen. Von 1379 bis 1386 wurde das Westwerk umgestaltet, wobei man sich von der gotischen Zweiturmanlage löste. Die beiden ausgebrannten Türme wurden abgeschrägt und zwischen den beiden Stümpfen ein einzelner Turm errichtet, der heute mit seiner offenen, rundumlaufenden Aussichtsgalerie ein beliebter Aussichtspunkt ist. Um 1407 wurden die beiden vorgelagerten Treppentürmchen am Westportal angesetzt.
Im 15. Jahrhundert (1487) sind für St. Peter auch ein eigener Friedhof („gotzacker“) und ein Armenhaus – „daz pruderhaws sant Peters den armen läwtten“ – urkundlich bezeugt.

### Hochbarocker Um- und Ausbau
Seine neue Turmbekrönung (mit offenem Tempietto, wahrscheinlich nach Plänen von Heinrich Schön d. Ä.) erhielt der „Alte Peter“, nachdem am 24. Juli 1607 ein Blitz die beiden Spitzhelme des Westwerks zerstört hatte.
Um die Raumnot zu mildern, entschloss man sich noch vor dem Dreißigjährigen Krieg zu einer Erweiterung nach Osten, die wahrscheinlich Isaak Bader plante. 1630 begann der Abbruch des gotischen Ostchores, um die Erweiterung durch einen barocken Dreikonchenchor zu ermöglichen. Durch die Kriegswirren konnte dieser erst 1636 eingewölbt werden. Danach wurde die Umgestaltung des Langhauses durch Hans Heiß in Angriff genommen, die 1654 abgeschlossen war (Ummantelung der bisherigen Achteckpfeiler, Neueinwölbung, Einbau der Orgelempore, Einbau der Oratorien über den Seitenschiffen, Seitenportale anstelle des gotischen Westportals).

### Spätbarocke Umgestaltung
Im 18. Jahrhundert wurde zunächst der Chor einschließlich Hochaltar (ab 1730) und später das Langhaus (1752–1756) im spätbarocken Stil umgestaltet. Nikolaus Gottfried Stuber entwarf den neuen Hochaltar inspiriert von Berninis Cathedra Petri im römischen Petersdom und realisierte ihn mit Egid Quirin Asam. Der Chor wurde durch Ignaz Anton Gunetzrhainer neu eingewölbt. Johann Baptist Zimmermann übernahm die kunstvolle Stuckierung und Nikolaus Gottfried Stuber die Ausmalung des Chores. Im Langhaus dagegen stammen von Zimmermann sowohl die Stuckierung als auch die Fresken in den rundbogigen Blendfenstern und an der Decke, die Szenen aus dem Leben des Apostels Petrus zeigen.

### Restaurierungen im 19. und frühen 20. Jahrhundert
Im 19. und frühen 20. Jahrhundert gab es drei Restaurierungen:
- Grüne Renovierung 1844: Entdeckung des spätgotischen Schrenck-Altares, einziger erhaltener Sandsteinaltar der Gotik in München
- Gelbe Renovierung 1882
- Graue Renovierung 1911/1912

### Kriegszerstörung und Wiederaufbau

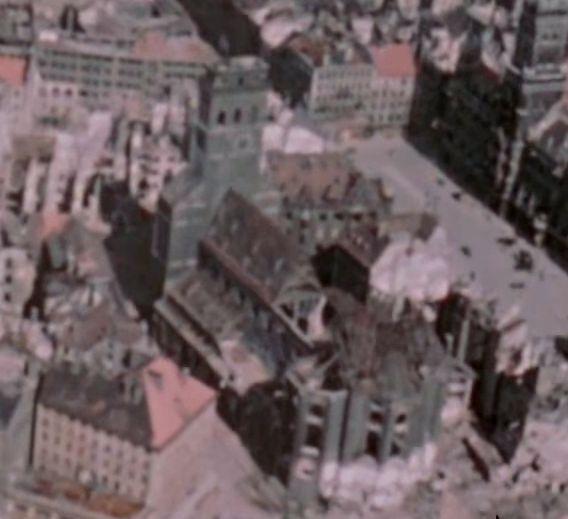
Luftaufnahme der Peterskirche 1945

1944/1945 wurde St. Peter weitgehend zerstört. Insbesondere die Volltreffer zweier Sprengbomben beim Fliegerangriff am 25. Februar 1945 im Bereich des Corpus-Christi-Altars richteten schlimme Schäden an: Faktisch standen nur noch der ausgebrannte Turmstumpf sowie die Außenmauern des Hochchores. Ein Wiederaufbau schien unmöglich. Das Baubüro des erzbischöflichen Ordinariats und das Landesamt für Denkmalpflege sahen zunächst – auch aus finanziellen Gründen – nur einen Erhalt des Chores und des wahrzeichenhaften Turmes vor. Nach Ende des Zweiten Weltkrieges war die Kirchenruine daher bereits zum Abriss freigegeben, die Sprenglöcher bereits gebohrt. Auf Initiative der beiden Stadtpfarrer von St. Peter, Max Stritter (1937–1949) und Max Zistl (1949–1983), rettete Michael Kardinal Faulhaber die Kirche. Der Wiederaufbau begann 1946. Durch die Spendenbereitschaft der Münchner Bürger aus allen Konfessionen und politischen Richtungen, den 1950 gegründeten „Wiederaufbauverein St. Peter“, aber auch Finanzhilfen aus aller Welt, z. B. aus Cincinnati/USA, konnte schon 1946 mit dem Wiederaufbau begonnen werden. Am 8. September 1951 wurde das Kreuz auf dem Turmhelm angebracht und am 28. Oktober ein erster feierlicher Abschluss des Wiederaufbaus, an den eine Gedenktafel in der Turmstube erinnert, begangen. Drei Jahre später, am 27. Juni 1954, konnte Joseph Kardinal Wendel den Hochaltar weihen. Zu diesem Zeitpunkt war der Wiederaufbau der ältesten Kirche Münchens in seiner äußeren Form abgeschlossen.
Die Rekonstruktion des Inneren, um die sich besonders Rudolf Esterer und Erwin Schleich verdient machten, wurde erst mit der Rekonstruktion der Deckenfresken im Langhaus durch den Freskanten Hermenegild Peiker im Jahr 2000 abgeschlossen.
Für die Fresken in der Chorkuppel wurde 2023 aufgrund von Salzeinlagerungen eine Restaurierung notwendig.

## Architektur

### Äußeres
Die Peterskirche ist eine dreischiffige Basilika, bei der beidseitig an den Seitenschiffen Kapellen zwischen den eingezogenen Strebepfeilern angefügt sind. Im Erdgeschoss ist der Sakralbau durch Rundbogenfenster erhellt, in den Seitenschiffen und den Hochschiffwänden durch Rundfenster. Während alle Wände und der Turm verputzt sind, ist die mächtige Dreikonchenchoranlage ein Blankziegelmauerwerksbau. Auch hier sind die Wände von Rundbogen- sowie Rundfenstern durchbrochen. In den beiden östlichen Winkeln der Konchen erhebt sich jeweils ein runder Treppenturm mit welscher Haube. Die Mittelkonche umgibt ein eingeschossiger Sakristeianbau. Der Turm mit 92 m Gesamthöhe ist von zwei frühgotischen Turmstümpfen der ursprünglichen Zweiturmfassade flankiert. Zwei polygonale Ecktürmchen begleiten das Mittelportal des Turmes. Bogenfriese und Zahnschnitt schmücken die Turmfassade. Die Turmuhr der Peterskirche wurde im Jahr 1371 erstmals schriftlich erwähnt. Über dem Glockengeschoss mit seinen spitzbogigen Schallfenstern befindet sich eine umlaufende Turmgalerie in 57 m Höhe. Die Galerie umläuft die ehemalige Türmerstube für den Feuerwächter der Stadt München, der hier bis zum Jahr 1936 seinen Dienst tat.

### Inneres

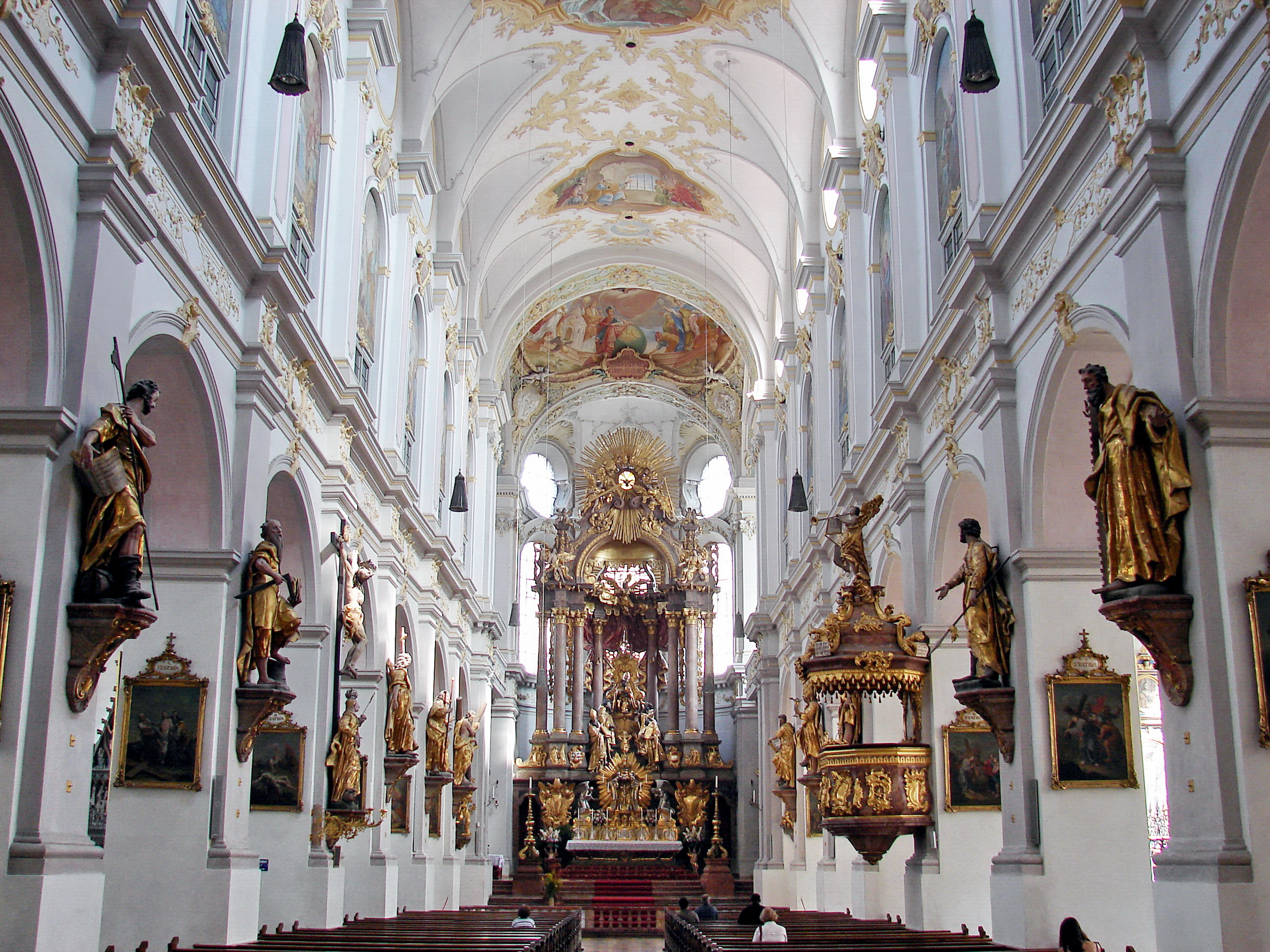
Kircheninneres

Zwischen den gotischen Turmstümpfen befindet sich ein Vorjoch, über dem sich die Doppelempore erhebt. Das Gewölbe der Empore ist 8,70 m hoch. Die dreischiffige Pfeilerbasilika gliedert sich in neun Joche. Das 22 m hohe und 9,22 m breite Mittelschiff ist durch Pilaster in zwei Geschosse gegliedert. Die Erdgeschosszone ist durch Arkaden mit einem Interkolumnium von 4 m geöffnet. Über einem gekröpften, umlaufenden Gesims erheben sich Obergaden mit Blendarkaden und Rundfenstern. Das als Holzkonstruktion rekonstruierte Tonnengewölbe mit Stichkappen ist seit dem Jahr 2000 wieder mit einem Deckengemälde geschmückt. Der zugehörige Stuck wurde dabei illusionistisch gemalt.

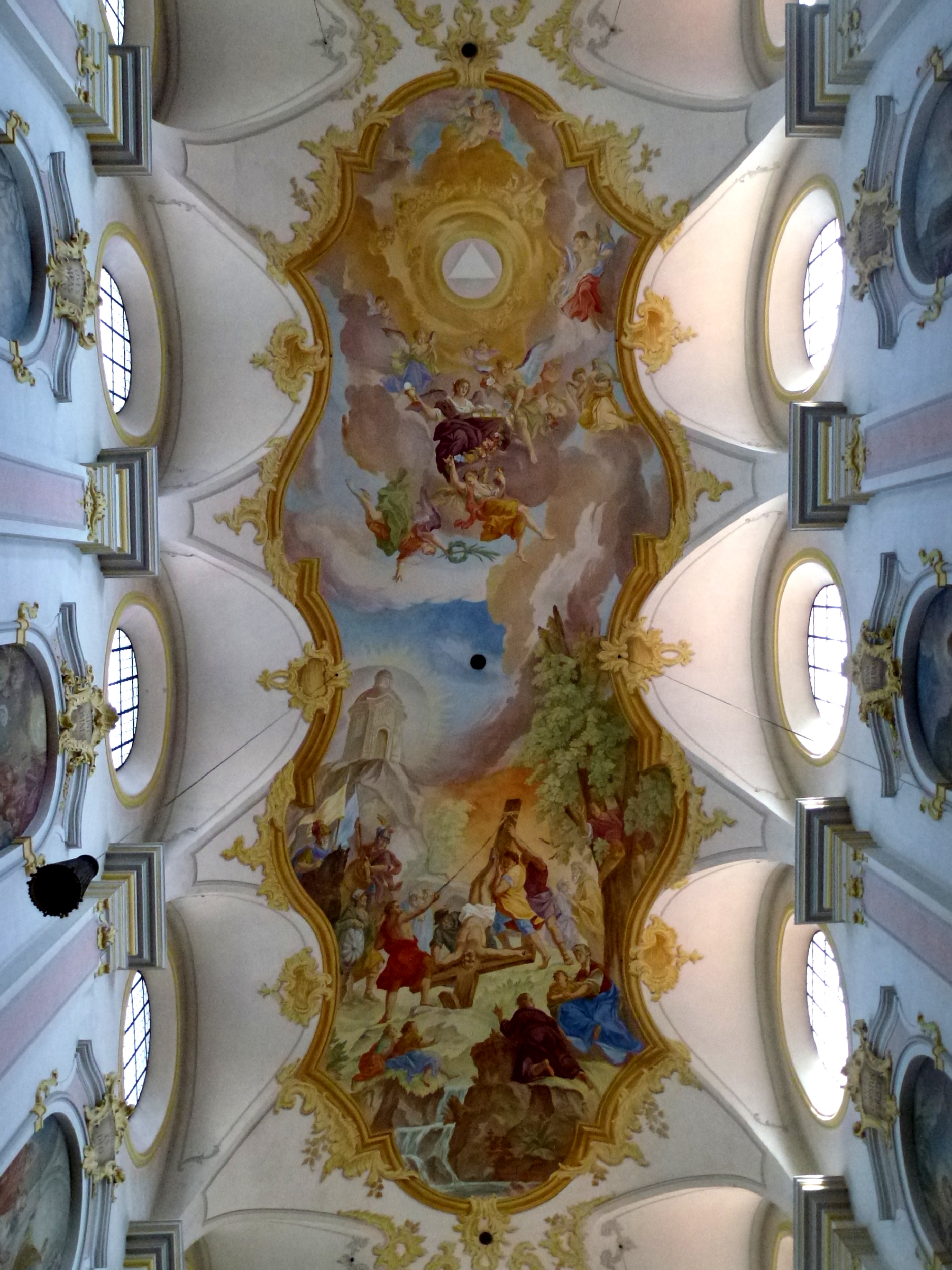
Das Hauptfresko im Langhaus

Die neunjochigen Seitenschiffe sind in einer Höhe von 9 m mit Stichkappentonnen überwölbt und wurden in den Jahren 1996 bis 1997 mit rekonstruiertem Rocaillenstuck anstelle von einfacheren Profilrahmen aus den Jahren 1953/1954 versehen. Im ersten und achten Joch der 5,45 m breiten Seitenschiffe führen Seiteneingänge ins Kircheninnere. Die im Zweiten Weltkrieg zerstörten Deckenfresken der zwölf Seitenschiffkapellen (variierende Tiefe 2,20–2,35 m, Länge circa 4 m) wurden bisher nicht wiederhergestellt. Die beiden Seitenschiffe führen zu Seitenaltären an den östlichen Stirnseiten. Der quadratische Chorbereich führt die Breite des Mittelschiffes weiter und ist durch Stufen erhöht. Seitlich befinden sich Sakristei und Schatzkammer, darüber Oratorien, deren im Zweiten Weltkrieg zerstörte Deckenfresken (Sturz des Magiers Simon; Petrus heilt einen Lahmen) aus den Jahren 1730/1731 bisher nicht wiederhergestellt wurden. Das im Jahr 1944 zerstörte Vierungsfresko wurde 1985 nachgebildet. In der durchlichteten Apsis steht der prächtige Hochaltar.

## Kunstwerke und Ausstattung

### Hochaltar
Zu den bedeutendsten Kunstwerken von St. Peter zählt der barocke Hochaltar, der in den Jahren 1730–1734 von Nikolaus Gottfried Stuber, Johann Georg Greiff und Egid Quirin Asam geschaffen wurde.
Das Zentrum der zentralen Figurengruppe bildet eine von Erasmus Grasser geschaffene spätgotische Figur des heiligen Petrus bei der Schriftauslegung. Zu seinen Füßen befinden sich vier Kirchenväter, zwei abendländische und zwei morgenländische, Ambrosius und Augustinus (vorne – „westlich“), Athanasius und Johannes Chrysostomos (dahinter – „östlich“) von Egid Quirin Asam (1732/33), deren Blicke auf Petrus gerichtet sind; in den Händen halten sie geschlossene Bücher. Die Tiara (dreifache Krone) der Petrusfigur ist eine barocke Hinzufügung des Münchner Goldschmieds Johann Michael Ernst (1732). Sie kann abgenommen werden. Traditionsgemäß geschieht dies während einer Sedisvakanz. Am Tag der Amtseinführung des neugewählten Papstes wird die Tiara der Figur wieder aufgesetzt. Die Petrus-Figur war Gegenstand besonderer Verehrung und ist das einzige Element, das aus dem früheren gotischen Altar übernommen wurde.

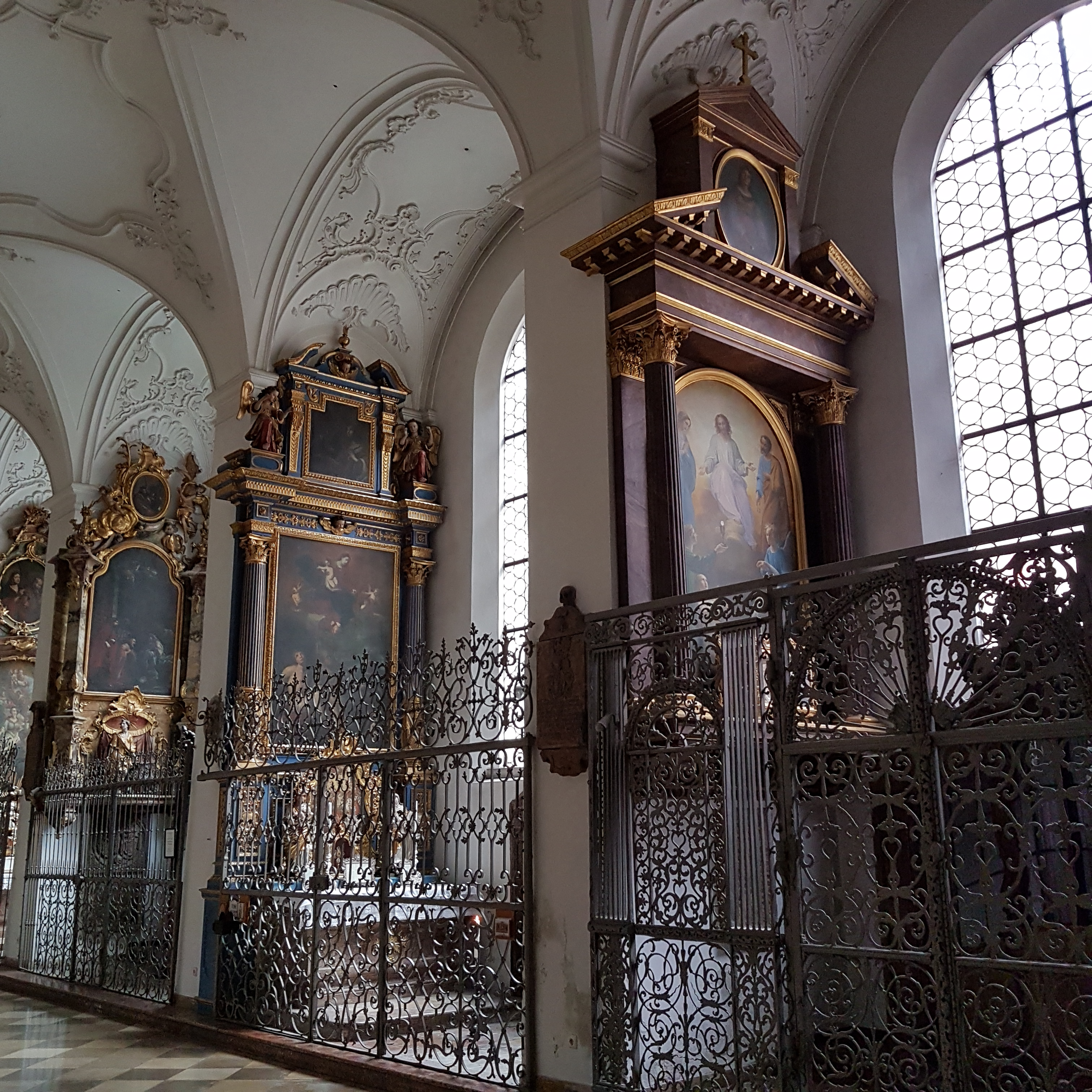
Seitenaltäre

Der prachtvolle Rokokotabernakel ist das Werk des Münchner Goldschmieds Joseph Friedrich I.Canzler (1749/50) mit späteren Teilen von Peter Streissel (1785/86); die beiden Anbetungsengel von Franz Jakob Schwanthaler kamen 1804 hinzu. Die beiden römisch wirkenden goldglänzenden Kartuschen beiderseits des Altartisches mit ihren trophäenartig angeordneten päpstlich-petrinischen Symbolen Tiara, Schlüssel, Ruder, Fischernetz und Delphin sowie die beiden Stifterwappen des bayerischen Kurfürsten Karl Albrecht und seiner österreichischen Gemahlin Maria Amalie sind Schöpfungen des Münchner Barockbildhauers Johann Georg Greiff. Durch das Zusammenwirken der bedeutendsten Künstler der damaligen Zeit entstand hier eine der großartigsten Altarschöpfungen des bayerischen Barock.

### Weitere Kunstwerke

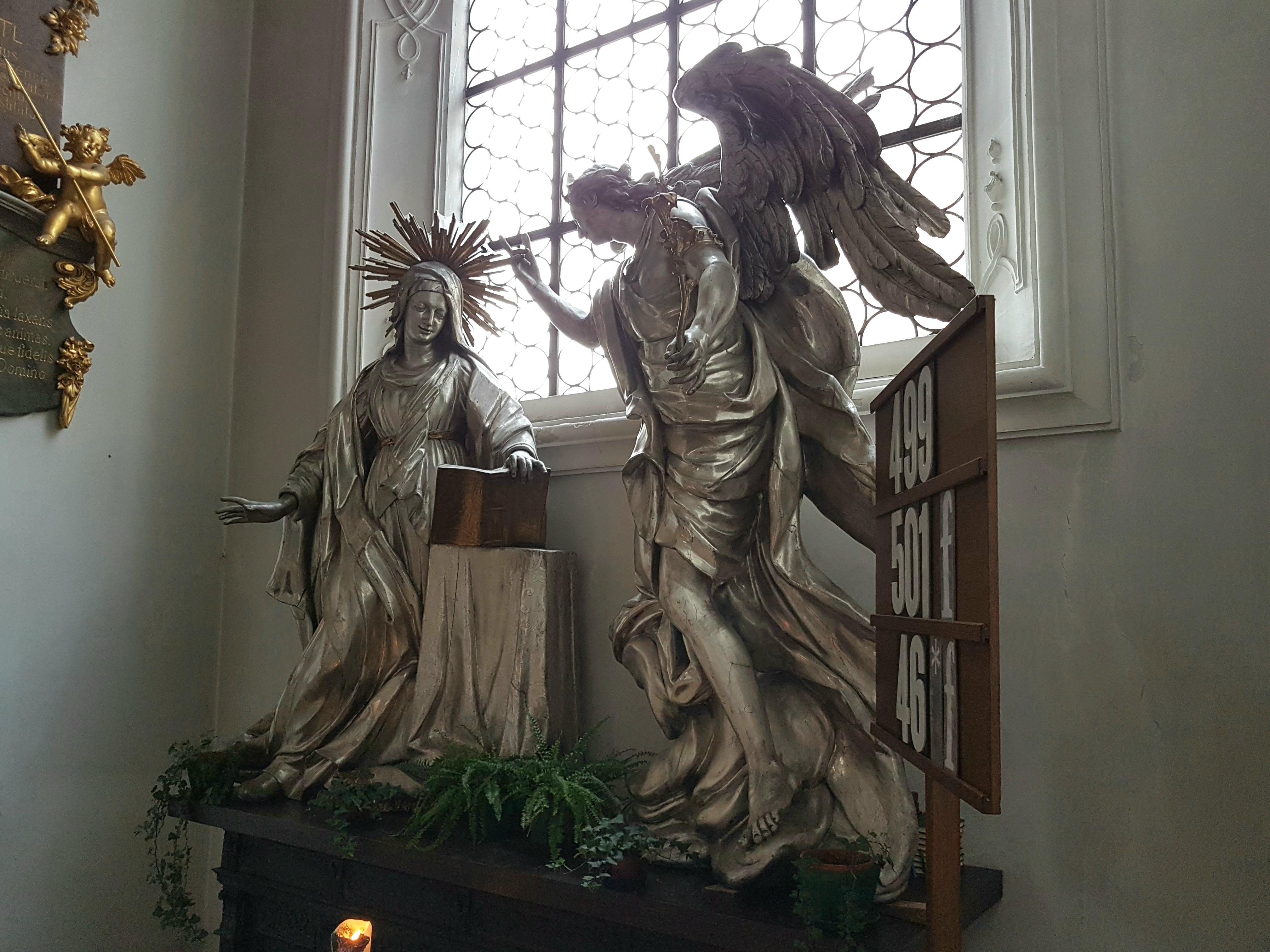
Barocke Verkündigungsgruppe

St.-Martins-Altar, nach den Stiftern auch: Schrenk-Altar

- Leben des Apostels Petrus. Deckenfresken mit ikonographischen Motiven (Johann Baptist Zimmermann, 1753–1756); Rekonstruktion durch Hermenegild Peiker, 1999–2000.
- Apostelfiguren Andreas und Paulus (Andreas Faistenberger, um 1710), alle Übrigen (Joseph Prötzner, um 1753/55) (Mittelschiffpfeiler)
- Joseph und Joachim und Johannes der Täufer, Gemälde am St.-Anna-Altar (Joachim von Sandrart, 1647)
- Hl. Katharina von Alexandrien, und Hl. Margareta von Antiochia, Rokokofiguren am St.-Eligius-Altar (Ignaz Günther, um 1765) (nördliche Turmkapelle)
- St.-Martins-Altar (sog. „Schrenk-Altar“, eine Stiftung der Patrizierfamilie Schrenk) (um 1400) (Nordseite 1. Seitenkapelle/Ostwand). Er ist damit der älteste erhaltene Altar der Stadt. Neben St. Martin sind im unteren Abschnitt auch St. Ulrich und ein Papst dargestellt. In der Mitte das Jüngste Gericht mit den Aposteln als Beisitzer und Petrus, der in die Himmelsstadt einlässt. Oben Jesus als Weltenrichter mit Maria und Johannes als Anbeter.[14]
- Pötschner-Altar, spätgotisches Dreikönigstriptychon (unbekannter Münchner Maler, 1477) (Nordseite 1. Seitenkapelle/Westwand), in der Mitte die Anbetung der Könige, auf den Flügeln präsentiert sich die Stifterfamilie des Baltasar Pötschner mit ihren Schutzpatronen.[14]
- Sechs Tafelbilder des gotischen Hochaltares (Jan Polack, 1492–1495) im Presbyterium, an der Nord- und Südwand;
 drei weitere befinden sich als Dauerleihgabe im Bayerischen Nationalmuseum, zwei sind im Germanischen Nationalmuseum in Nürnberg, eines ist verschollen.
- Epitaph des Balthasar Pötschner (Patrizier) (Werkkreis der Haldner, 1505, Rotmarmor)
- Aresinger-Epitaph (Erasmus Grasser, 1482) (links vom Eingang zur nördlichen Turmkapelle)
- Hl. Familie, Rokokofiguren (Werkstatt Ignaz Günthers, 2. Hälfte 18. Jh.) (Nordseite 3. Seitenkapelle)
- Mariahilf-Gnadenbild (Johann Carl Loth, 1653), Rahmen nach Entwurf Johann Baptist Straubs aus Silber und vergoldetem Kupfer (Joseph Friedrich I. Canzler, 1775/78) (Südseite 1. Altar)
- Pestbild, spätgotisches Altarbild (Jan Polack, 1517) (Südseite 6. Seitenkapelle, Westwand)
- geschnitzte Ölberggruppe, Christusfigur (Franz Jakob Schwanthaler, 1795), Jüngerfiguren (Joseph Otto Entres, 1846) (nördliche Turmkapelle)
- Hl. Anna Selbdritt, barocke Schnitzgruppe (unbekannt, um 1640/50) (Südseite 1. Seitenkapelle)
- Rotmarmor-Taufbecken (Hans Krumpper, 1620), geschnitzter Deckel mit Johannes dem Täufer (Joseph Prötzner, 1753) (Taufkapelle)
- Verkündigungsgruppe, barocke Schnitzgruppe, silbern gefasst (Werkstatt Ignaz Günthers, 1. Hälfte 18. Jh.) (Südseite, rechts vom Mariahilf-Altar)
- Rokoko-Kanzel (Joseph Prötzner, um 1753/55) (Mittelschiff 4. Pfeiler Südseite)
- St.-Munditia-Reliquienschrein, schwarz gefasster Barockschrein mit Silberornamenten (Franz Keßler, 1677) (Nordseite 5. Kapelle)
- Wachsenstein-Epitaph, Rokoko-Grabdenkmal für Johann Egid Courcelles von Wachsenstein (Ignaz Günther, 1755) (südliches Seitenschiff, Westwand, über der Öffnung zur Taufkapelle)[15]
- Chorgestühl (Johann Joachim Dietrich, 1750) (Presbyterium, Nordseite)
- Priestersitz (Ignaz Günther, 1767) (Presbyterium, Südseite)
- Epitaph für Johannes Wilhelm von Rechberg von Hohenrechberg, † 1620 (südliches Seitenschiff an der Westwand der zweiten Seitenkapelle)
- Epitaph für Johanna Eva von Martinitz, † 1619 (an der Wand hinter dem linken Chorpfeiler)

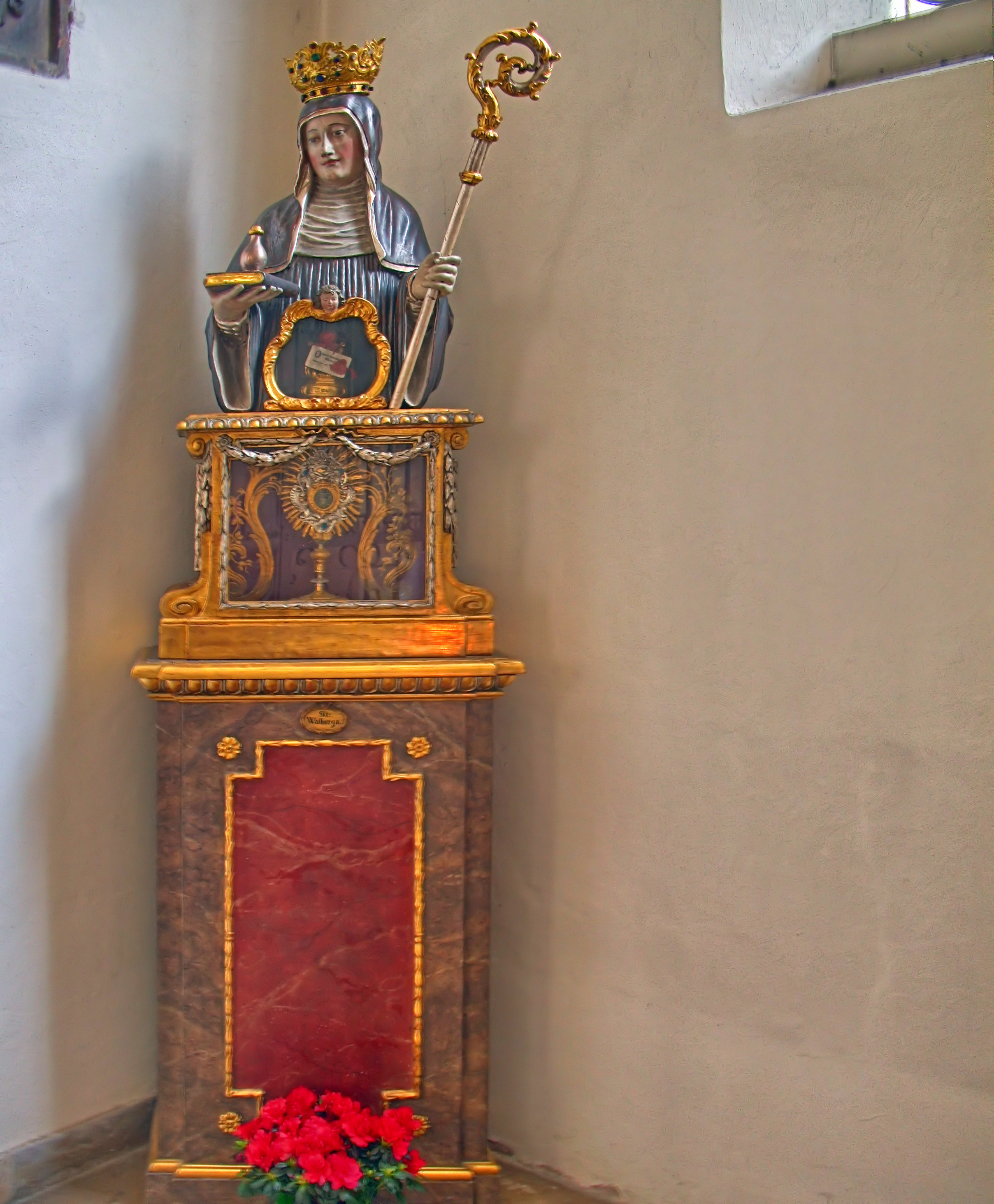
Heilige Walburga (Nordseite, Munditiakapelle)
Der Pötschner-Altar
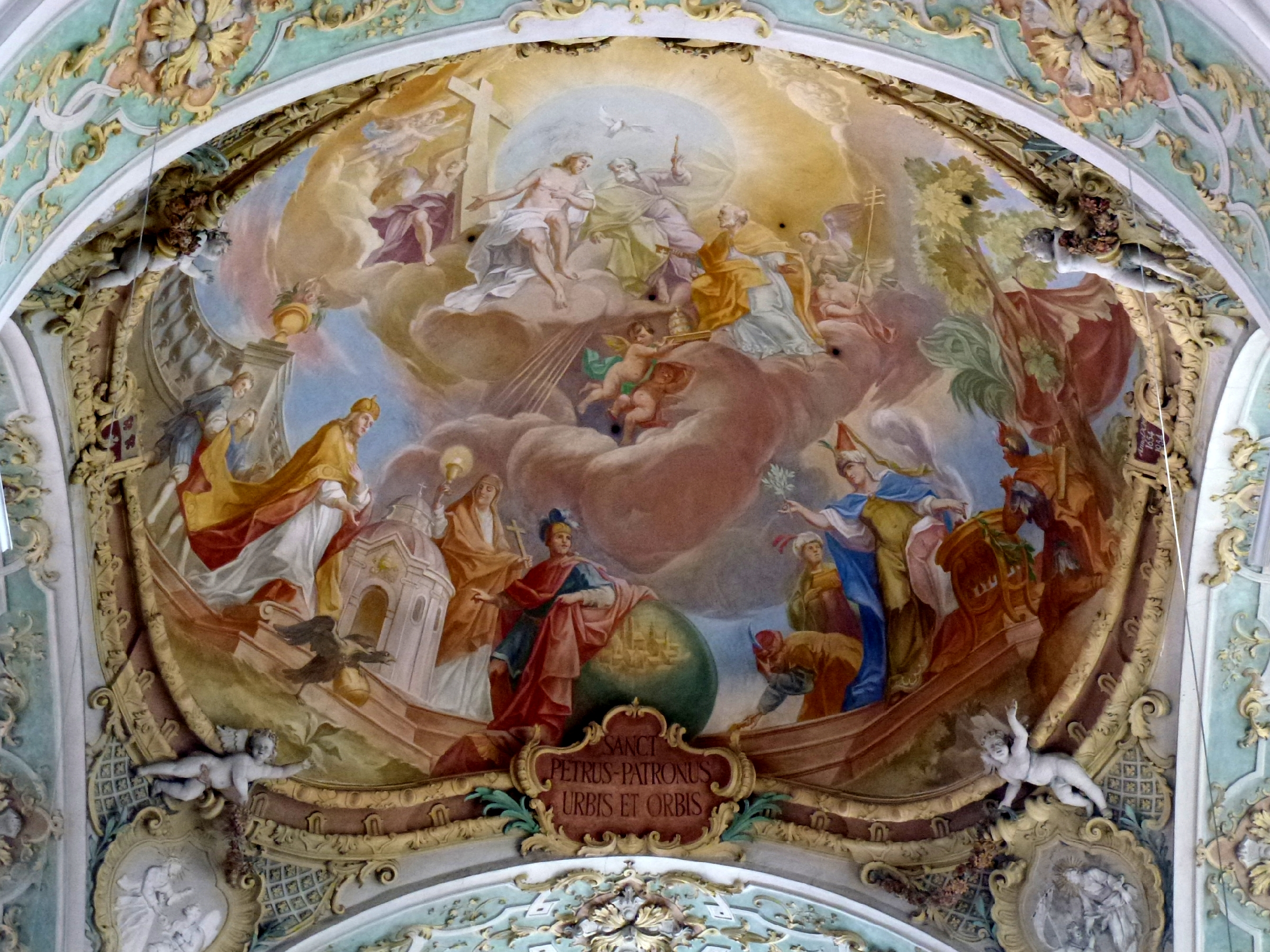
Deckenfresko im Altarraum

### Orgeln
Erste Hinweise auf eine Orgel in St. Peter finden sich für das Jahr 1384. 1647 wurde eine große Renaissance-Orgel aufgestellt; gebaut wurde das Instrument von dem Orgelbauer Hanns Mehrer (München); das Gehäuse wurde von dem Hofbaumeister Hanns Konrad Asper erbaut. 1809 erhielt St. Peter eine neue Orgel (5 Manuale, 66 Register), erbaut von dem Orgelbauer Abbé Vogler, in einem neuen Gehäuse von dem Orgelbauer Franz Frosch. 1910 und 1911 erhielt die Kirche eine neue Haupt- und Chororgel von der Fa. Maerz (Inhaber: Albert Schönle). 1952 erbaute die Orgelbaufirma Carl Schuster & Söhne (München) eine Orgel mit 25 Registern auf zwei Manualen und Pedal als Übergangslösung bis zum Neubau durch dieselbe Orgelbaufirma im Jahr 1960 (52 Register, 4 Manuale). Dabei wurde der Bestand von 1952 hauptsächlich für den Bau der Chororgel verwendet.

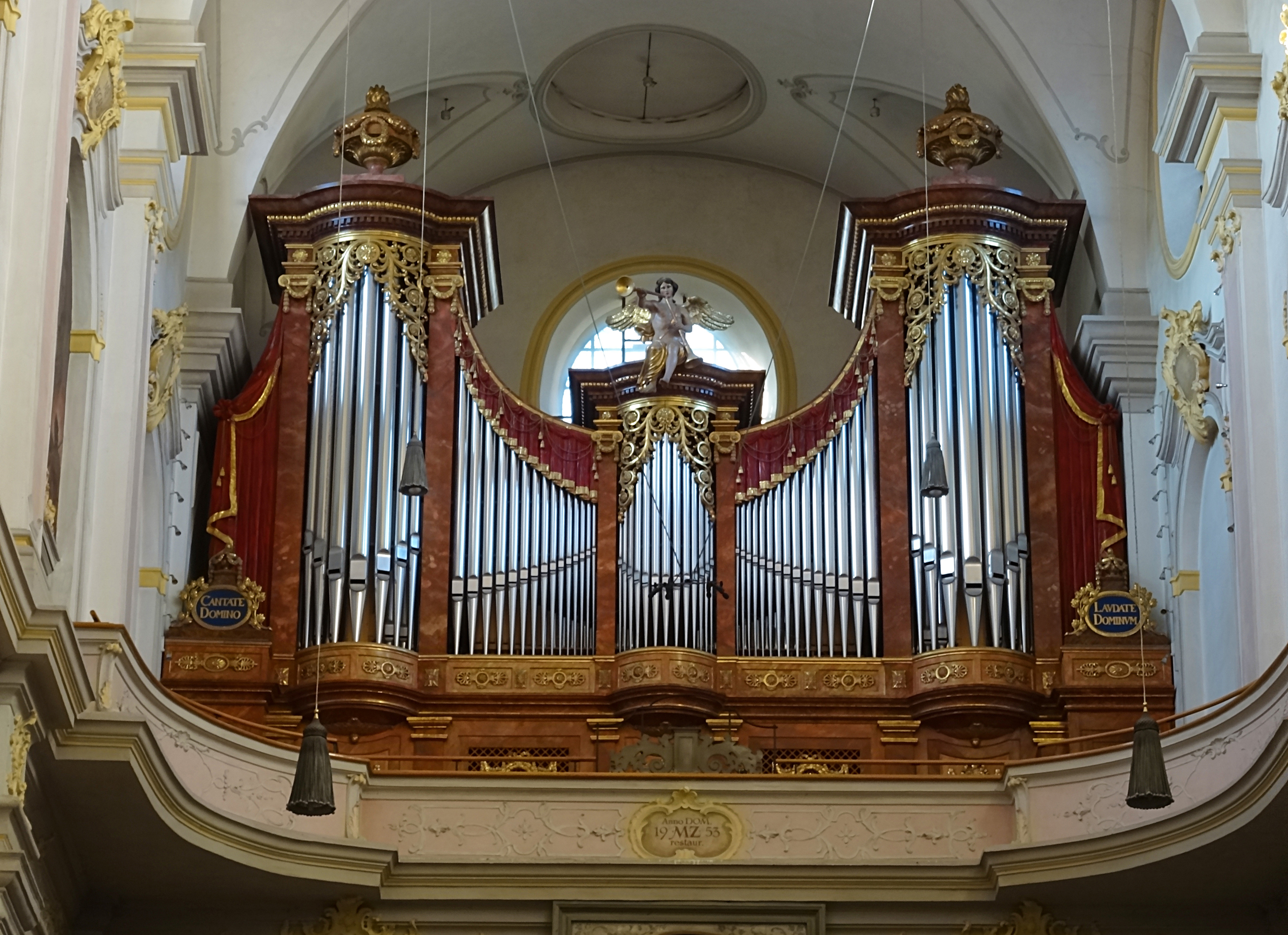
Hauptorgel

#### Hauptorgel
Die heutige Hauptorgel von St. Peter wurde 2003 von Orgelbau Klais aus Bonn erbaut. Sie hat 58 Register auf 4 Manualen und Pedal, mechanische Spieltrakturen und elektrische Registertrakturen. Vom Spieltisch kann auch die Chororgel angespielt werden. Die Disposition der gesamten Orgelanlage entstand in Zusammenarbeit mit dem Orgelsachverständigen Karl Maureen und dem Organisten Berndt Jäger.
| I Hauptwerk C–a3 |                 |         |
| 01.              | Praestant       | 16′     |
| 02.              | Principal       | 08′     |
| 03.              | Doppelflöte     | 08′     |
| 04.              | Viola           | 08′     |
| 05.              | Bordun          | 08′     |
| 06.              | Octave          | 04′     |
| 07.              | Blockflöte      | 04′     |
| 08.              | Quinte          | 02 ⁄3′  |
| 09.              | Superoctave     | 02′     |
| 10.              | Terz            | 01 3⁄5′ |
| 11.              | Mixtura maior 0 | 02′     |
| 12.              | Mixtura minor   | 01′     |
| 13.              | Bombarde        | 16′     |
| 14.              | Trompette       | 08′     |
|                  | Zimbelstern     |         |

| II Solowerk C–a3 |                   |       |
| 15.              | Flauto amabilis 0 | 8′    |
| 16.              | Salicional        | 8′    |
| 17.              | Unda maris        | 8′    |
| 18.              | Gedackt           | 8′    |
| 19.              | Principal         | 4′    |
| 20.              | Gemshorn          | 4′    |
| 21.              | Flageolet         | 2′    |
| 22.              | Sesquialtera II   | 2 ⁄3′ |
| 23.              | Mixtur IV         | 2′    |
| 24.              | Tromba            | 8′    |
| 25.              | Clarinette        | 8′    |
|                  | Glockenspiel      |       |
|                  | Tremulant         |       |

| III Schwellwerk C–a3 |                  |         |
| 26.                  | Bourdon          | 16′     |
| 27.                  | Principal        | 08′     |
| 28.                  | Flûte harm.      | 08′     |
| 29.                  | Viola da Gamba   | 08′     |
| 31.                  | Vox coelestis    | 08′     |
| 32.                  | Rohrflöte        | 08′     |
| 33.                  | Octava           | 04′     |
| 34.                  | Flûte octaviante | 04′     |
| 35.                  | Nazard harm.     | 02 ⁄3′  |
| 36.                  | Octavin          | 02′     |
| 37.                  | Tierce harm.     | 01 3⁄5′ |
| 38.                  | Plein jeu        | 02 ⁄3′  |
| 39.                  | Basson           | 16′     |
| 40.                  | Trompette harm.  | 08′     |
| 41.                  | Hautbois         | 08′     |
| 42.                  | Clairon harm.    | 04′     |
|                      | Tremulant        |         |

| IV Bombardewerk C–a3 |                    |       |
| 43.                  | Grand Cornet III–V | 2 ⁄3′ |
| 44.                  | Tuba magna         | 16′   |
| 45.                  | Tuba mirabilis     | 08′   |
| 46.                  | Tuba alta          | 04′   |

| Pedal C–g1 |               |        |
| 47.        | Untersatz     | 32′    |
| 48.        | Principalbass | 16′    |
| 49.        | Violonbass    | 16′    |
| 50.        | Subbass       | 16′    |
| 51.        | Octavbass     | 08′    |
| 52.        | Violoncello   | 08′    |
| 53.        | Superoctave   | 04′    |
| 54.        | Mixtur V      | 02 ⁄3′ |
| 55.        | Contraposaune | 32′    |
| 56.        | Posaune       | 16′    |
| 57.        | Trompete      | 08′    |
| 58.        | Clarine       | 04′    |

- Koppeln:
  - Normalkoppeln: II/I, III/I, IV/I, III/II, IV/II, IV/III, I/P, II/P, III/P, IV/P
  - Suboktavkoppeln: III/III, III/I
  - Superoktavkoppeln: III/III, III/I, III/P
- Anmerkungen:

1. ↑  Schwellbar.

Intonation: Andreas Brehm (Fa. Klais)

#### Chororgel
Die Chororgel steht auf der Nordempore des Chorraumes. Das zweimanualige Instrument wurde ebenfalls von der Orgelbaufirm Johannes Klais (Bonn) erbaut und Ende Juni 2011 fertiggestellt. Es hat 16 Register auf zwei Manualen und Pedal, die in einem Gesamtschwellwerk untergebracht sind. Eine Besonderheit der Orgel sind das Röhrenglockenspiel und das Vogelstimmenregister „Nachtigall“ („Rossignol chasseur“). Außerdem ist die Orgel mit einer eigenen elektronischen Setzeranlage ausgestattet.
Die Chororgel kann werkweise an jedes Manual des Spieltisches der Hauptorgel frei angekoppelt werden und hat dann gewissermaßen die Funktion eines Fernwerkes. Durch ihre besondere Konstruktion auf Schienen ist die Orgel manuell fahrbar angelegt, um sie möglichst vielfältig und sowohl klanglich direkt zu Begleit- und Ensemblezwecken als auch als ganz indirekt im Raum klingendes Fernwerk einsetzen zu können.
| I Hauptwerk C–a3 |              |       |
| 1.               | Principal    | 8′    |
| 2.               | Gemshorn     | 8′    |
| 3.               | Octave       | 4′    |
| 4.               | Rohrflöte    | 4′    |
| 5.               | Waldflöte    | 2′    |
| 6.               | Mixtur IV    | 1 ⁄3′ |
| 7.               | Trompete     | 8′    |
|                  | Glockenspiel |       |
|                  | Rossignol    |       |

| II Schwellwerk C–a3 |                      |       |
| 08.                 | Gedackt              | 8′    |
| 09.                 | Aeoline              | 8′    |
| 10.                 | Schwebung            | 8′    |
| 11.                 | Dolce                | 4′    |
| 12.                 | Harmonia aetheria IV | 2 ⁄3′ |
| 13.                 | Vox humana           | 8′    |
|                     | Tremulant            |       |

| Pedal C–g1 |           |     |
| 14.        | Subbass   | 16′ |
| 15.        | Offenbass | 08′ |
| 16.        | Fagott    | 16′ |

- Koppeln
  - Normalkoppeln: II/I, I/P, II/P

Chororgel

  - Sub- und Superoktavkoppeln: jeweils II/I, II/II (nur elektrisch vom Hauptspieltisch der großen Orgel zu bedienen)

Intonation: Dominik Haubrichs (Fa. Klais)

## Grablege wichtiger Personen

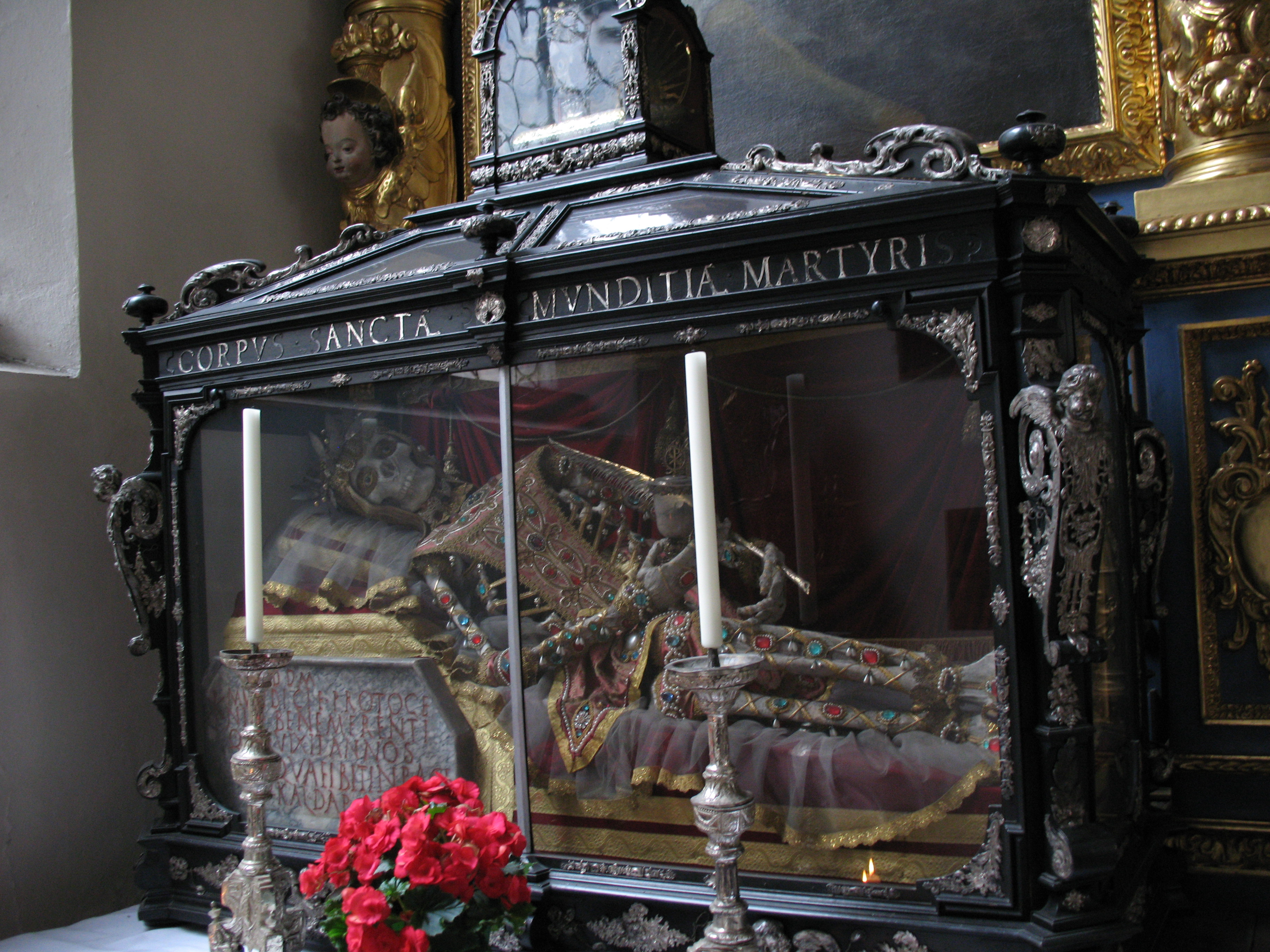
Ganzkörperreliquie der Hl. Munditia

- Heilige Munditia aus der Katakombe von San Lorenzo (auch: Coemeterium Cyriacae) in Rom

## Turm und Aussichtsplattform

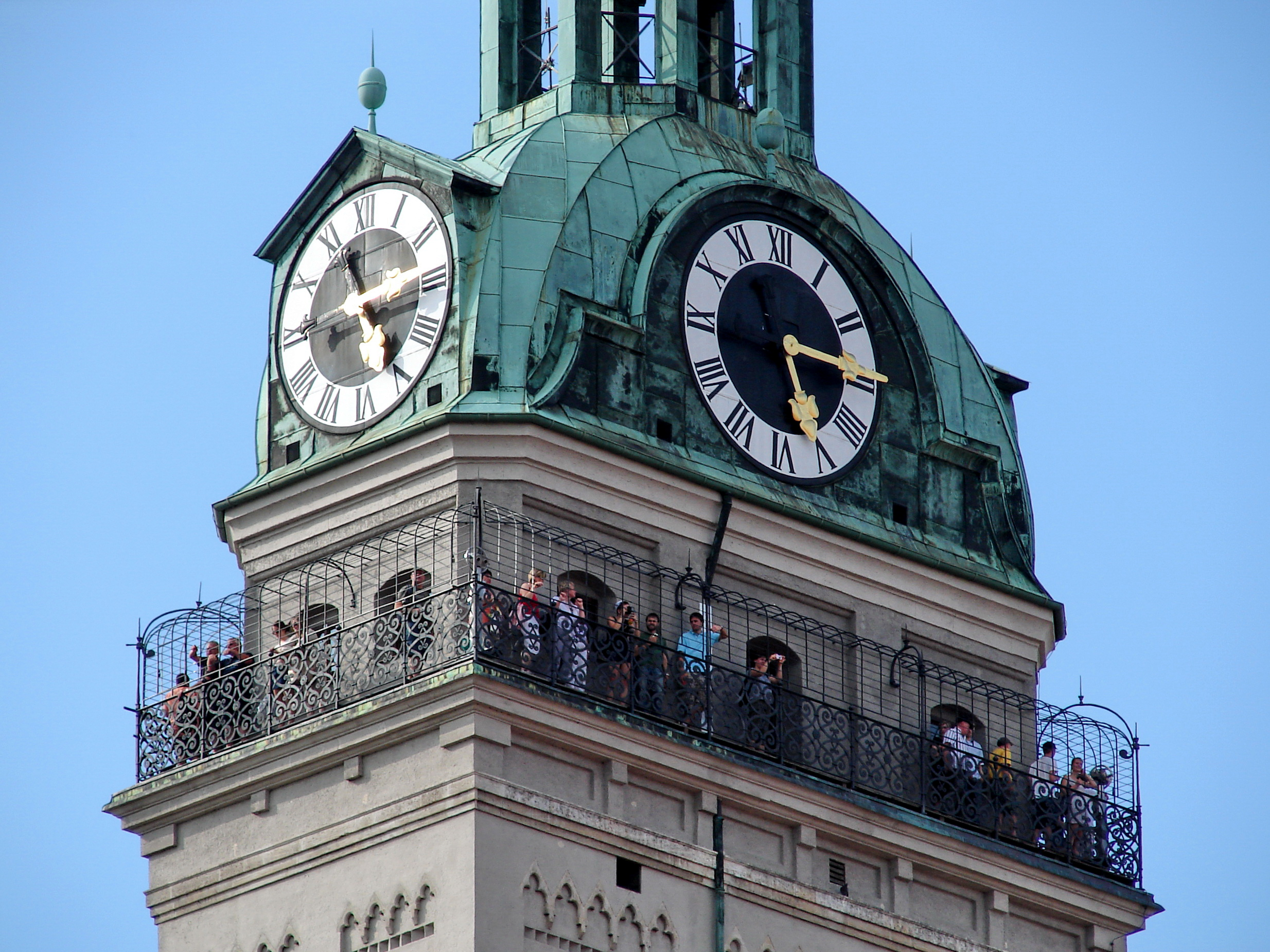
Aussichtsplattform in 56 Meter Höhe

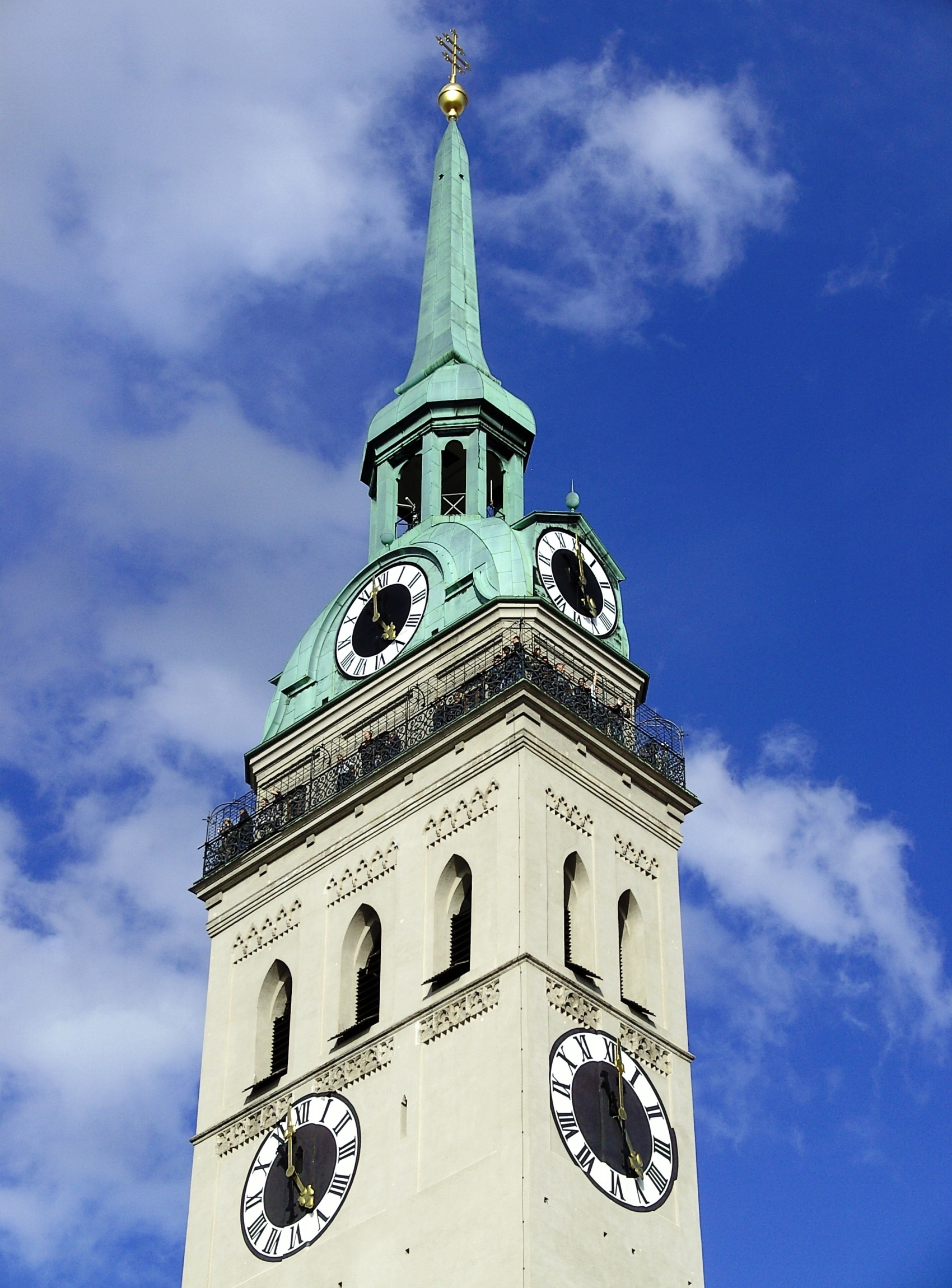
Kirchturm mit Aussichtsplattform

Bis zur Spitze des päpstlichen Turmkreuzes ist der Alte Peter 91 Meter hoch. Eine Aussichtsplattform befindet sich außerhalb der Turmwächterstube (die bis 1. November 1901 durch eine Brandwache besetzt war) in 56 Meter Höhe über Grund, sie ist über 306 Stufen an der Glockenstube vorbei zu erreichen. Bei Föhn kann man von dort eine Fernsicht von bis zu 100 Kilometern genießen. Die Plattform ist ganzjährig zugänglich.

## Glocken
Im Turm der Peterskirche hängen acht Glocken, darunter vier historische. Die älteste und zugleich kleinste Glocke ist die Provisurglocke (auch Arme-Sünder-Glocke). Sie stammt aus der Zeit nach dem Stadtbrand von 1327 und wurde beim sogenannten Versehgang (Provisur) des Priesters zu den Sterbenden bzw. bei Hinrichtungen auf dem Marienplatz geläutet. Heute hängt sie hinter einem vergitterten Fenster im Untergeschoss des alten Nordturms. Sie ist nicht Teil des siebenstimmigen Geläutes.
Die weiteren sieben Glocken können geläutet werden und bilden das tontiefste und eines der größten Geläute Münchens. Die kleinste Glocke des Geläuts, die sogenannte Zwölferin, ist unwesentlich jünger als die Provisurglocke. Sie stammt aus dem Jahr 1382 und hat eine bienenkorbähnliche Form, durch die das charakteristische Klangbild dieser Glocke entsteht, das durch die schwere Rippenkonstruktion an Fülle gewinnt. Ihr Name deutet darauf, dass diese Glocke früher mittags um 12 Uhr geläutet wurde. Zwei weitere Läuteglocken stammen aus der Barockzeit: Die Elferin, die früher um 11 Uhr geläutet wurde, wurde 1665 von Johann Kippo, die Petrusglocke 1720 vom Münchner Gießer Johann Christoph Daller gegossen. Die übrigen vier Läute-Glocken wurden in den 1950er-Jahren gegossen.
Die tontiefste Glocke, die große Jubiläumsglocke, ist die zweitgrößte Glocke Münchens und wurde in der Erdinger Glockengießerei Czudnochowsky gegossen. Sie gilt als deren Hauptwerk. Sie war bis zum Guss der Christus-Salvator-Glocke für die Abteikirche zu Scheyern die tontiefste Glocke Bayerns. Sie wurde 1958 anlässlich der 800-Jahr-Feiern der Landeshauptstadt gegossen und der Pfarrgemeinde St. Peter von der Prinzregent-Luitpold-Stiftung als Jubiläumsglocke geschenkt. Im Vollgeläut findet sie nur an Hochfesten bzw. zu besonderen Pfarrfesten, zum Jahresschlussamt und in der Neujahrsnacht Verwendung. Im Zuge einer Sanierung erhielten alle Glocken Holzjoche, teilweise neue Klöppel und zum Teil neue Läutemotoren. Anfang Mai 2014 musste die Jubiläumsglocke wegen eines Sprungs stillgelegt werden. Am 4. April 2018 wurde sie abmontiert und mit der Zwölferin zur Schweißung nach Nördlingen zur Firma Lachenmeyer gebracht. Am 29. Mai 2018 wurden die Glocken wieder in den Turm gebracht. Nach der Wiederaufhängung hat die Jubiläumsglocke auch einen neuen Klöppel erhalten. Zum Patronatsfest von St. Peter am 29. Juni 2018 war die Glocke erstmals wieder zu hören.
Die Daten der Glocken im Überblick:
| Glocke | Name              | Gussjahr | Gießer                  | Masse ≈ | Durchmesser | Schlagton |
| ------ | ----------------- | -------- | ----------------------- | ------- | ----------- | --------- |
| 1      | Jubiläumsglocke   | 1958     | Karl Czudnochowsky      | 5970 kg | 2200 mm     | f° +4     |
| 2      | Petrusglocke      | 1720     | Johann Christoph Daller | 2250 kg | 1583 mm     | c’ +4     |
| 3      | Maximiliansglocke | 1957     | Karl Czudnochowsky      | 1490 kg | 1340 mm     | d’ +4     |
| 4      | Angelusglocke     | 1951     | Karl Czudnochowsky      | 1018 kg |             | e’ +1     |
| 5      | Maria-Hilf-Glocke | 1958     | Karl Czudnochowsky      | 1100 kg |             | f’ +5     |
| 6      | Elferin           | 1665     | Johann Kippo            | 0800 kg | 1065 mm     | g’ +2     |
| 7      | Zwölferin         | 1382     | <unbekannt>             | 1050 kg | 1115 mm     | a’ ±0     |

Im Jahr 2019 wurde eine neue Läuteordnung erstellt, welche die unzähligen Möglichkeiten an Teilmotiven nutzt, um den Charakter liturgischer Feiern und vor allem der Kirchenjahreszeiten zu unterstreichen. Unterschieden wird in allen Jahreszeiten zwischen Sonntag und Werktag sowie sonntags noch einmal zwischen dem Haupt- und den Nebengottesdiensten.
| Anlass                                          | Anzahl Glocken | Motiv                   | 1  | 2  | 3  | 4  | 5  | 6  | 7  |
| Hochfest                                        | 7              | Plenum                  | f0 | c1 | d1 | e1 | f1 | g1 | a1 |
| Hauptgottesdienst Zeit im Jahreskreis           | 4              | Normalquartett (tief)   |    | c1 | d1 |    | f1 | g1 |    |
| Hauptgottesdienst Advent                        | 4              | Normalquartett (hoch)   |    |    | d1 | e1 |    | g1 | a1 |
| Hauptgottesdienst Fastenzeit                    | 4              | Dies irae (erweitert)   |    |    | d1 | e1 | f1 | g1 |    |
| Hauptgottesdienst Weihnachten/Ostern            | 5              | Westminster (erweitert) | f0 | c1 |    |    | f1 | g1 | a1 |
| übrige Sonntagsgottesdienste Weihnachten/Ostern | 4              | Westminster             |    | c1 |    |    | f1 | g1 | a1 |
| Maria-Hilf-Amt                                  | 4              | Salve Regina            |    | c1 |    | e1 |    | g1 | a1 |
| Corporis-Christi-Amt                            | 3              | Tantum ergo             |    | c1 |    |    | f1 |    | a1 |
| Taufe                                           | 2              | Lumen Christi           |    |    | d1 |    | f1 |    |    |
| Trauergottesdienst                              | 2              | Requiem                 |    | c1 | d1 |    |    |    |    |
| zum Te Deum                                     | 3              | Te Deum                 |    |    | d1 |    | f1 | g1 |    |

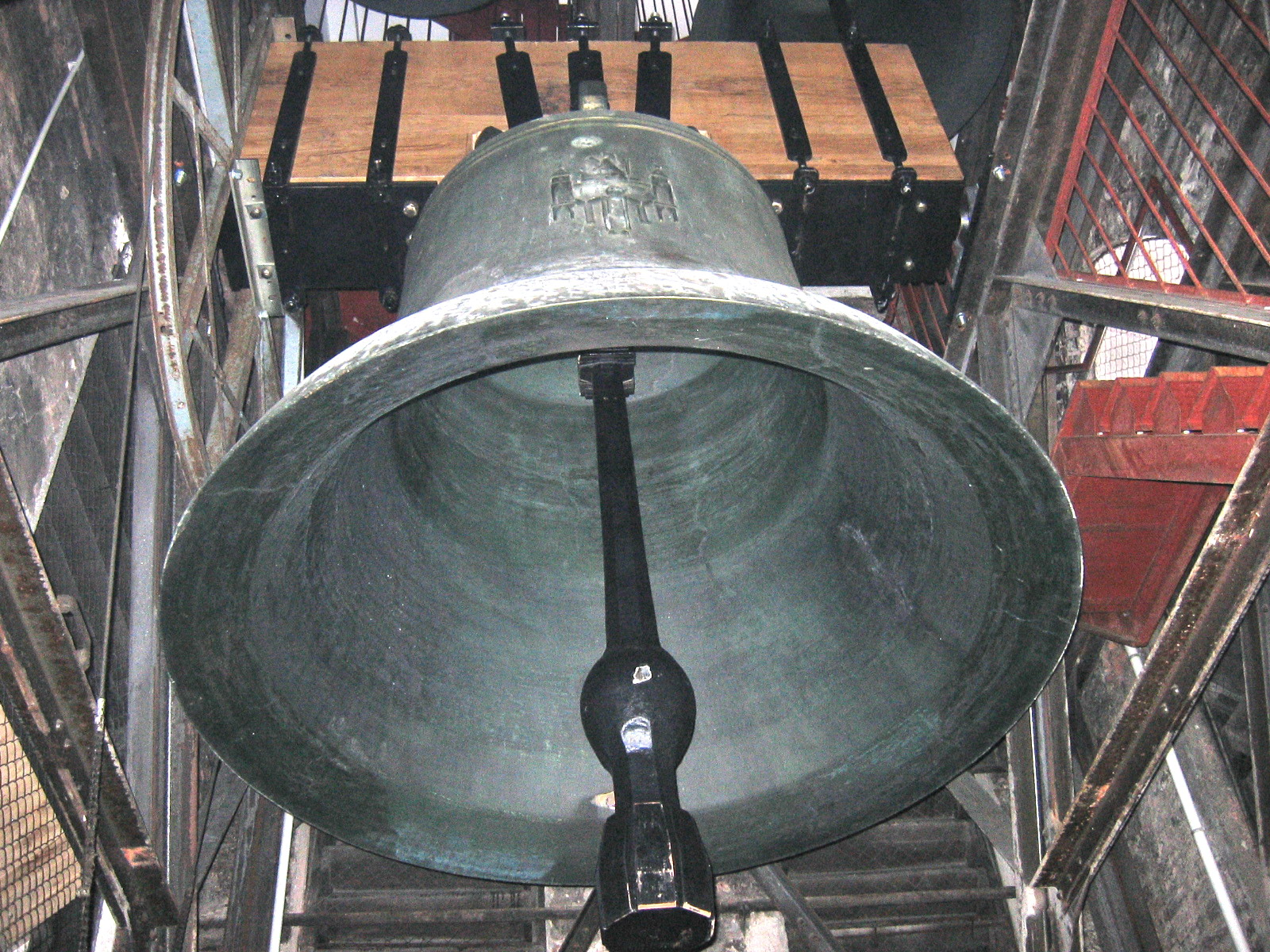
Jubiläumsglocke
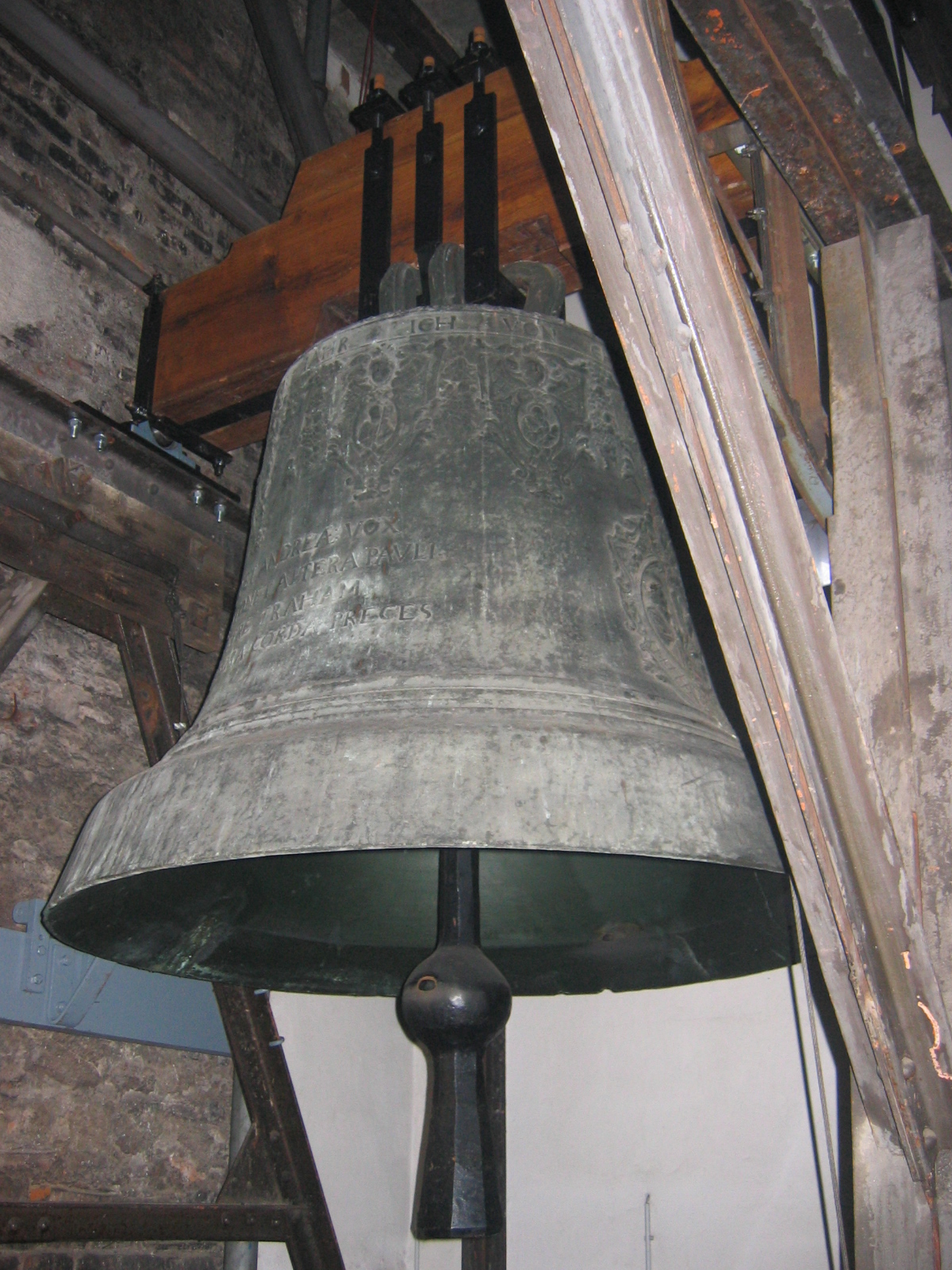
Petrusglocke
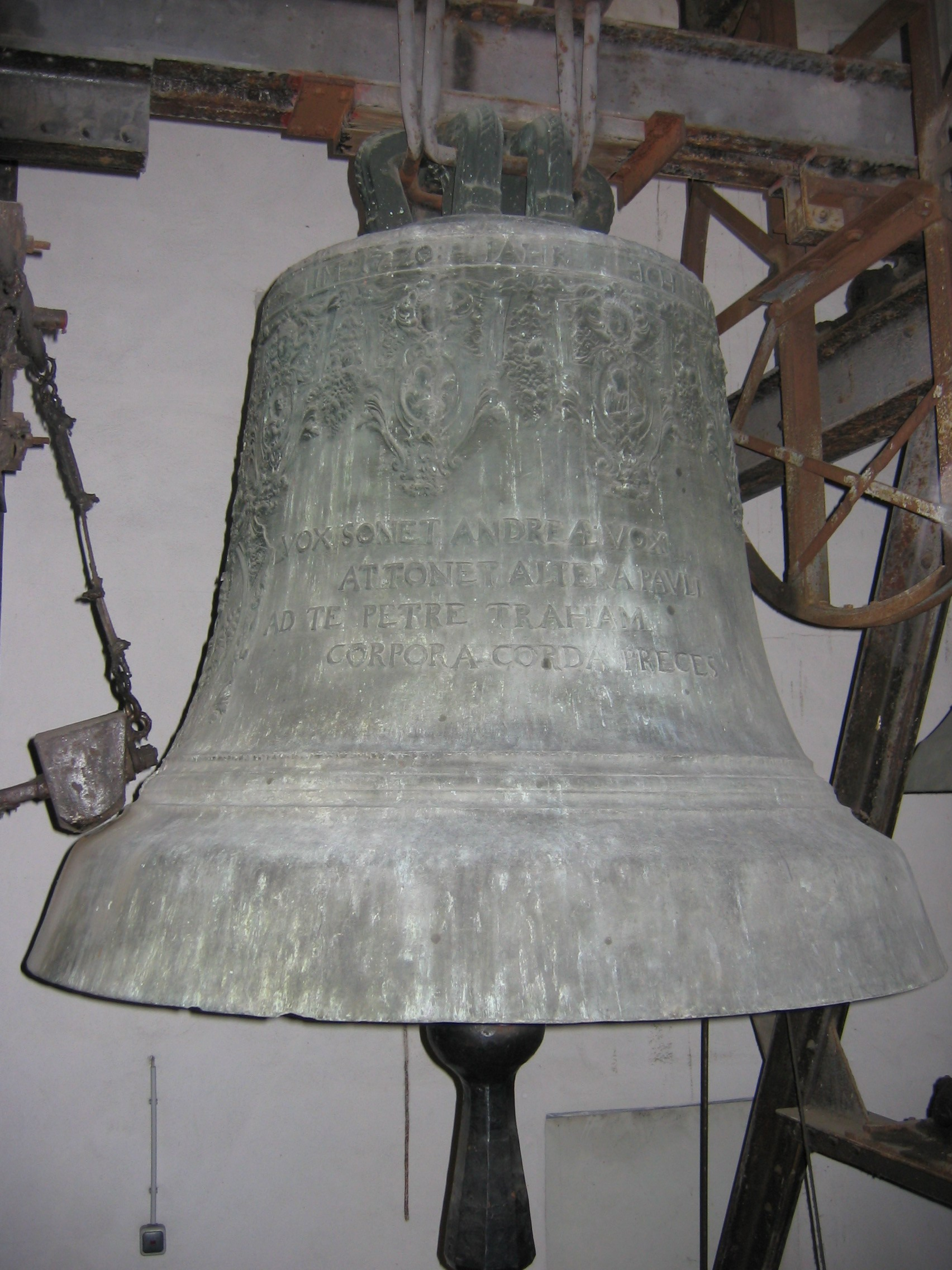
Petrusglocke (vor der Sanierung)
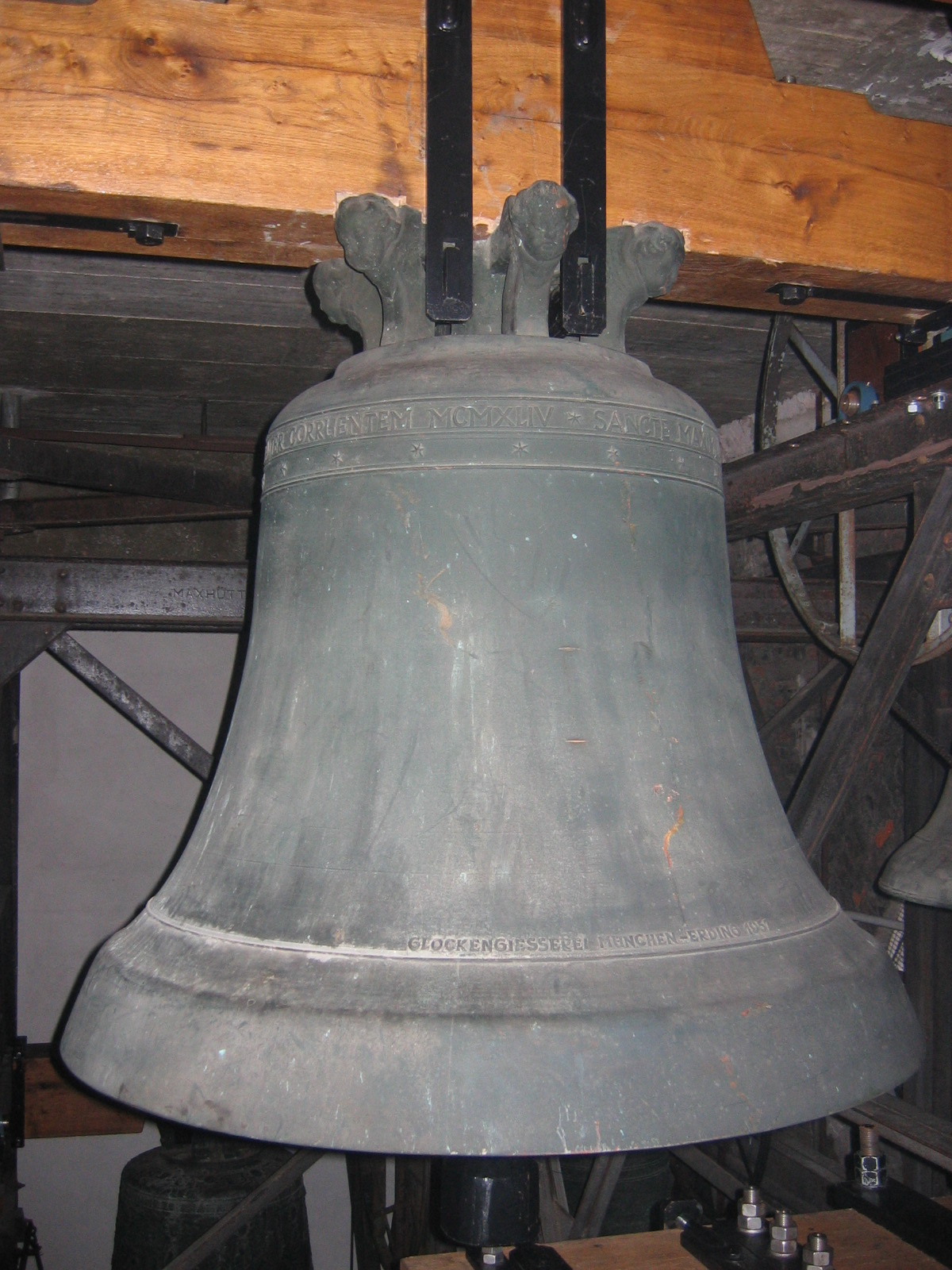
Maximiliansglocke
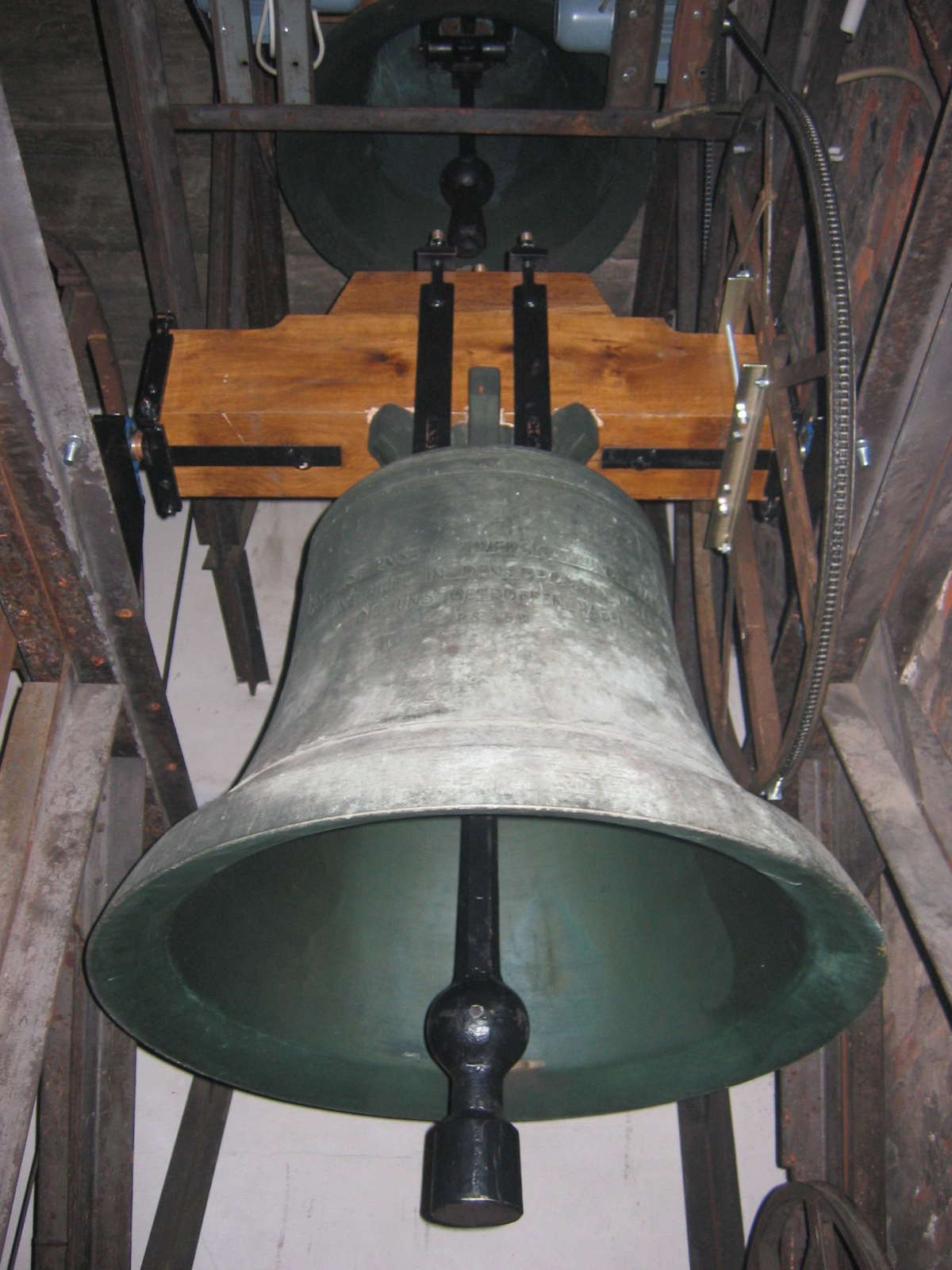
Angelusglocke (darüber: Elferin)
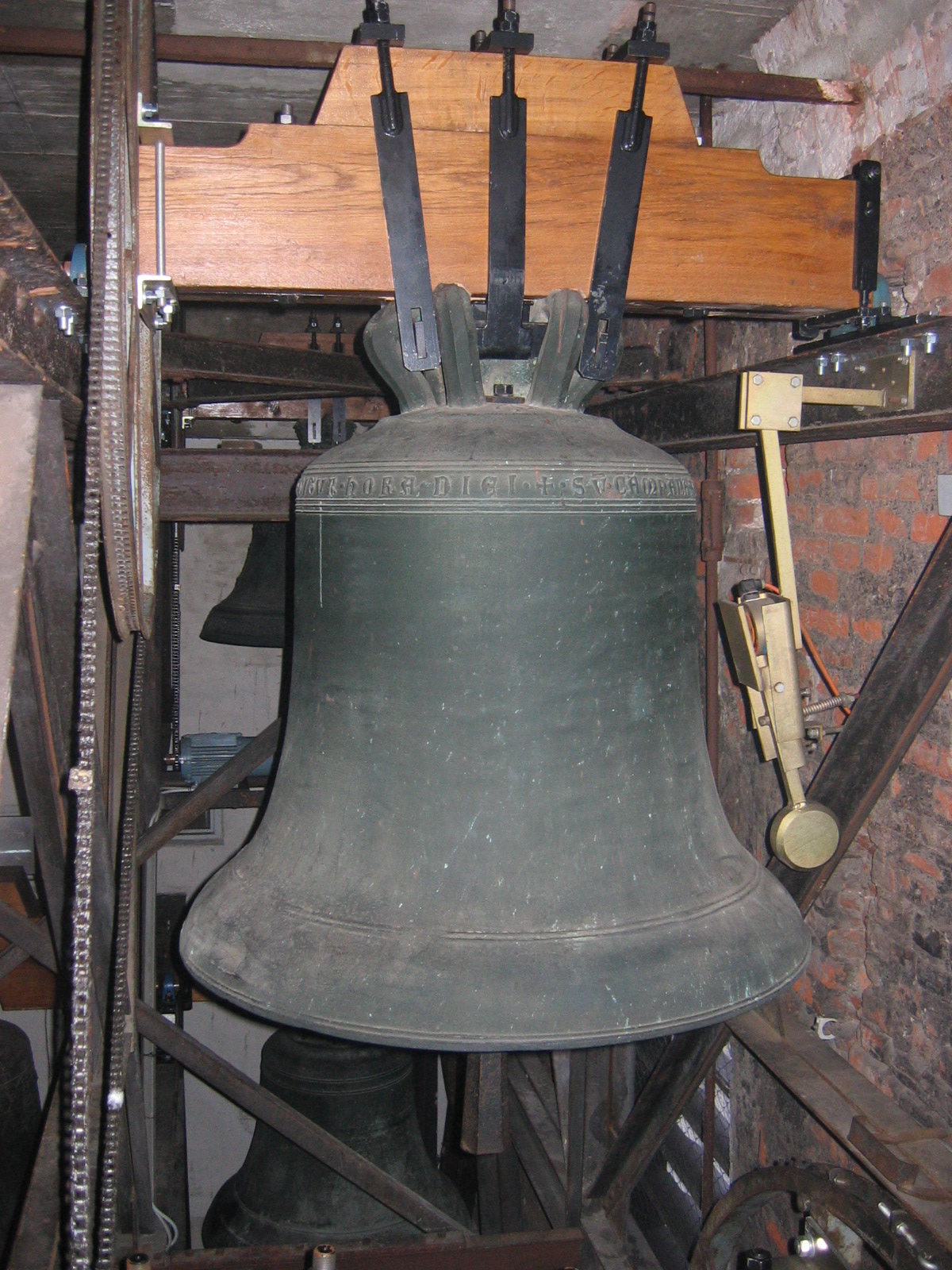
Zwölferin (älteste Glocke des Geläuts. Ihr formbedingt charakteristisches Klangbild prägt das gesamte Geläut)

## Liturgie
In St. Peter wurde nach dem II. Vatikanischen Konzil kein Volksaltar errichtet, die heilige Messe wird nach wie vor am Hochaltar ad orientem bzw. versus Deum zelebriert. Dabei verwenden Priester bei der heiligen Messe als liturgisches Gewand Kaseln in römischer Bassgeigenform.
Die Pfarrei sieht ihre besondere Aufgabe in der Pflege der feierlichen Liturgie, festlicher Kirchenmusik mit Chor und Orchester, sowie aufwändige Dekorationen im Laufe des Kirchenjahres. Alle Sonn- und Feiertage wird der Pfarrgottesdienst als Lateinisches Amt gehalten.

## Bruderschaften
St. Peter beherbergt drei Bruderschaften, die Corporis-Christi-Erzbruderschaft, die Maria-Hilf-Bruderschaft, und die St.-Isidor-und-Notburga-Bruderschaft:
- Corporis-Christi-Erzbruderschaft, errichtet 1609, pflegt in besonderer Weise die Verehrung des Altarsakramentes. Hauptfest ist am 6. Januar.[30]
- Maria-Hilf-Bruderschaft, errichtet 1684, hält besonders die marianischen Gedenk- und Festtage hoch. Hauptfest ist am Sonntag nach Mariä Geburt.
- St.-Isidor-und-Notburga-Bruderschaft, gegründet 1426 zum Trost der Armen Seelen. Bruderschaftskirche ist die Allerheiligenkirche am Kreuz. Das Hauptfest ist am Sonntag nach Epiphanie, dem Fest der Taufe des Herrn, und wird in St. Peter begangen.

Die Liborius-Bruderschaft, errichtet 1745, hatte nur 40 Jahre Bestand.

## Filialkirchen
Der Pfarrei St. Peter sind folgende Filialkirchen zugeordnet:
- Allerheiligenkirche am Kreuz, genannt Kreuzkirche: ehemalige Friedhofskirche von St. Peter
- Damenstiftskirche St. Anna
- St. Johannes Nepomuk (Asamkirche)
- Herzogspitalkirche St. Elisabeth
- St. Jakob am Anger
- St. Elisabeth
- St. Stephan, Südlicher Friedhof

## Tochterpfarreien
- Sankt Paul (Errichtung 1905).

## Kuriosa

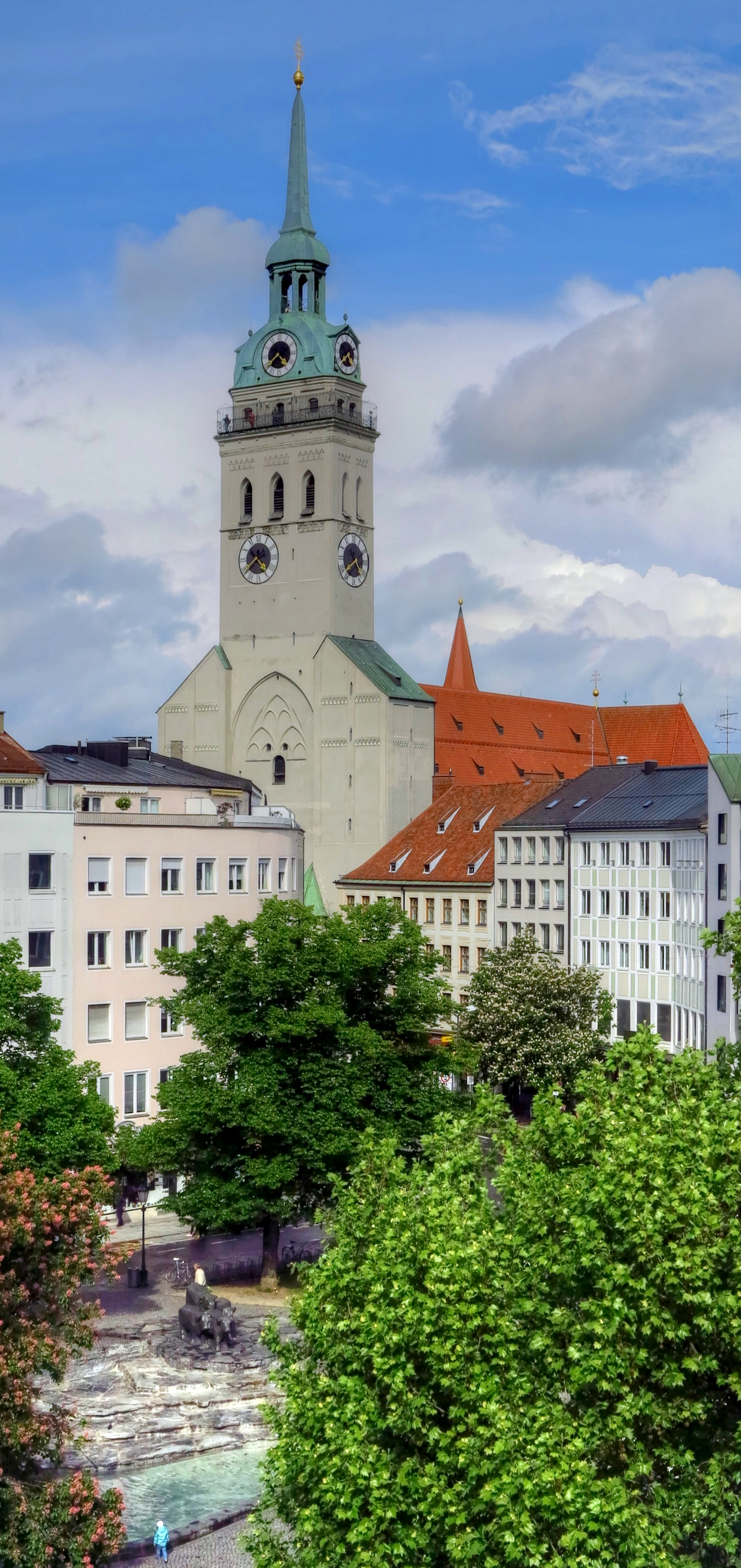
St. Peter vom Rindermarkt gesehen

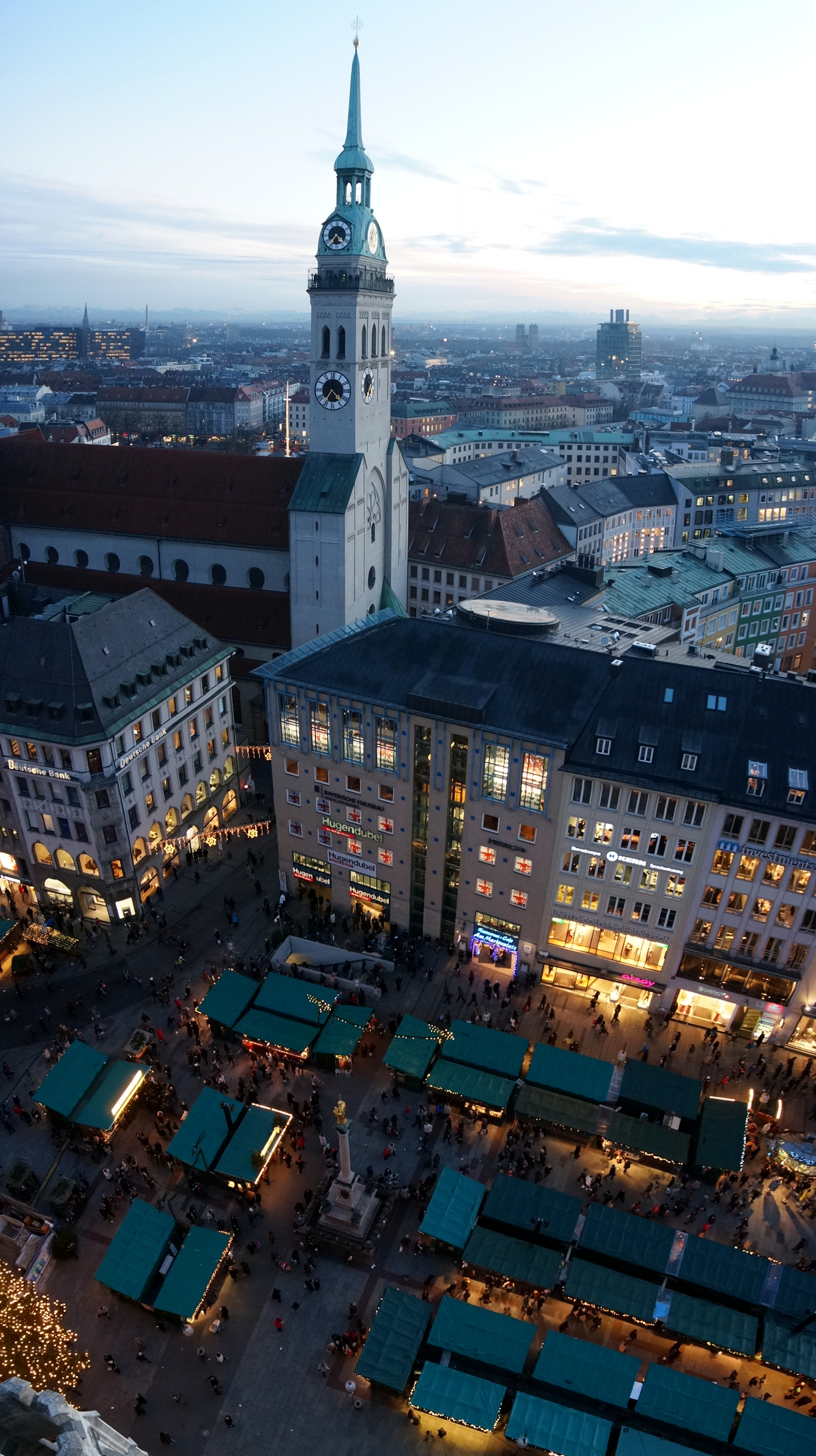
St. Peter mit Christkindlmarkt vom Rathausturm gesehen

- Die Erkennungsmelodie des BR-Verkehrsfunks ist die erste Zeile des Liedes Solang der alte Peter. Sie wurde am 13. Januar 1948 als neues Pausenzeichen des Senders der amerikanischen Militärregierung Radio München eingeführt. Zunächst wurde sie in einer um den letzten Ton verkürzten Version abgespielt, brach also in der Mitte des Wortes „Peter“ ab, um an die Zerstörung der Kirche und die Notwendigkeit von Spenden für den Wiederaufbau zu erinnern. Ab dem 28. Oktober 1951 spielte der Bayerische Rundfunk, der Radio München inzwischen abgelöst hatte, das vollständige Pausenzeichen.[32]
- Karl Valentin beantwortete die Frage, warum am Turm acht Zifferblätter angebracht seien, mit den Worten „Ja mei, damit acht Leute gleichzeitig auf die Uhr schauen können.“
- Im 91 Meter hohen Turm schlagen häufig Blitze ein, zuletzt am 27. Juli 1995.
- Eine Legende meint, das Turmkreuz habe sich durch einen Fußtritt des Teufels um 90° gedreht. In Wirklichkeit hatte sich durch den vorherrschenden Westwind das Kreuz immer stärker geneigt, bis seine Spitze sich gegenüber der Basis um etwa 45 cm nach Osten verschoben hatte, wodurch die Gefahr eines Absturzes des Kreuzes auf das Kirchenschiff bestand. Aus diesem Grund wurde es unter König Ludwig II. bei einer Turmrenovierung erneuert und quer zur Windrichtung aufgestellt, um ein erneutes Verbiegen zu verhindern.
- Beim Richtfest am Geburts- und Namenstag von Ludwig II. am 25. August 1876 warf der Spenglergeselle Lorenz Wach wie üblich das nach dem Trinkspruch geleerte Glas vom Turm, es landete unversehrt auf dem Boden und wird noch heute im Kirchenschatz von Sankt Peter aufbewahrt.[33]
- In ein Fensterportal der Chorapsis ist eine österreichische Kanonenkugel eingemauert. Sie war während der Koalitionskriege vom Gasteig aus auf die Kirche abgefeuert worden, hatte ein Kirchenfenster durchschlagen und war im Kircheninneren gelandet.
- Als Papst Pius VI. im Jahr 1782 im Rahmen seiner Reise nach Wien zu Kaiser Joseph II. die Stadt München wegen der Einrichtung einer Nuntiatur besuchte (→ Emser Punktation) und in St. Peter ein Pontifikalamt hielt, hinterließ er der Kirche eine Prunkstola, welche bis heute im Besitz der Pfarrei ist. Eine große vergoldete Gedenktafel links neben dem Corporis-Christi-Altar (Nordseite vorderster Altar) erinnert an diesen Papstbesuch.